# Klokkenstoelen in Friesland

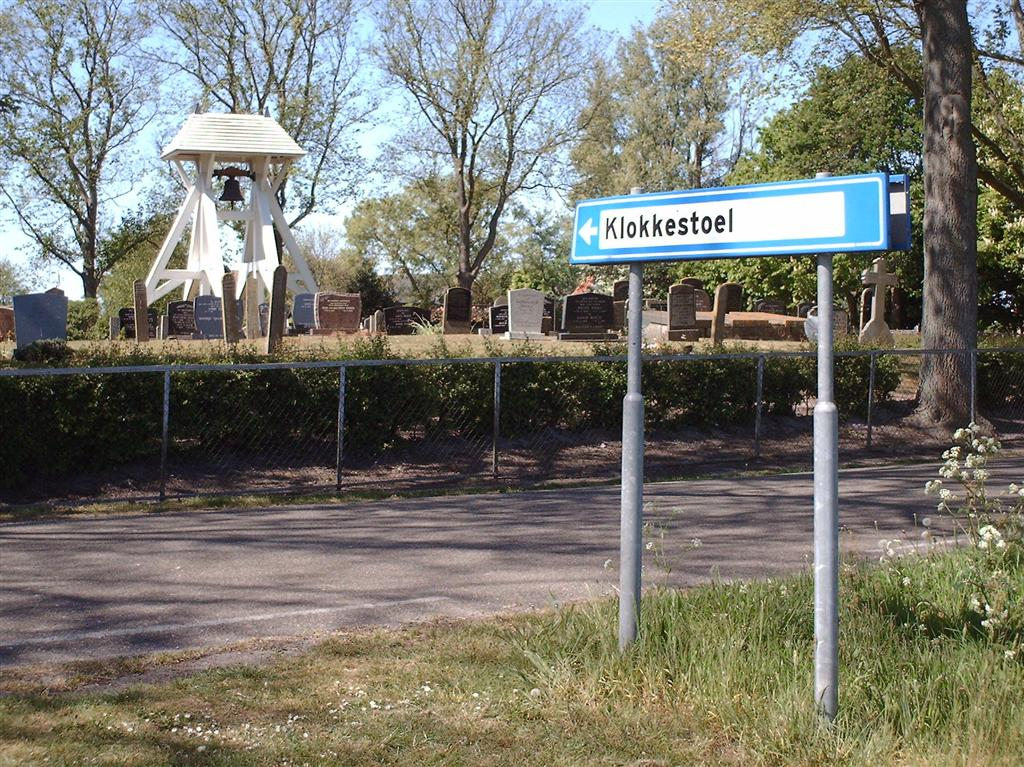
Klokkenstoel aangegeven door een bord

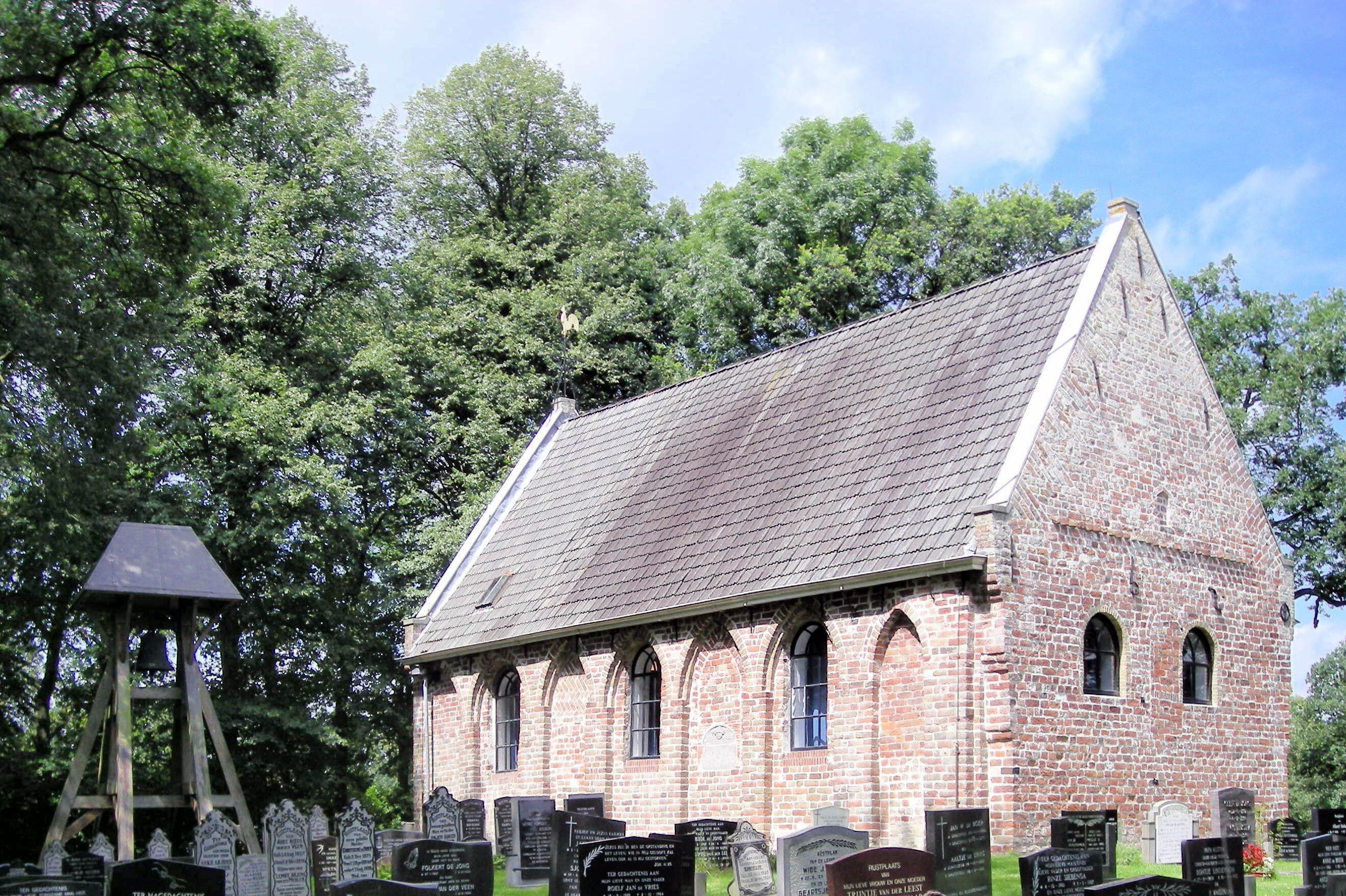
Kerkje zonder toren, maar met klokkenstoel

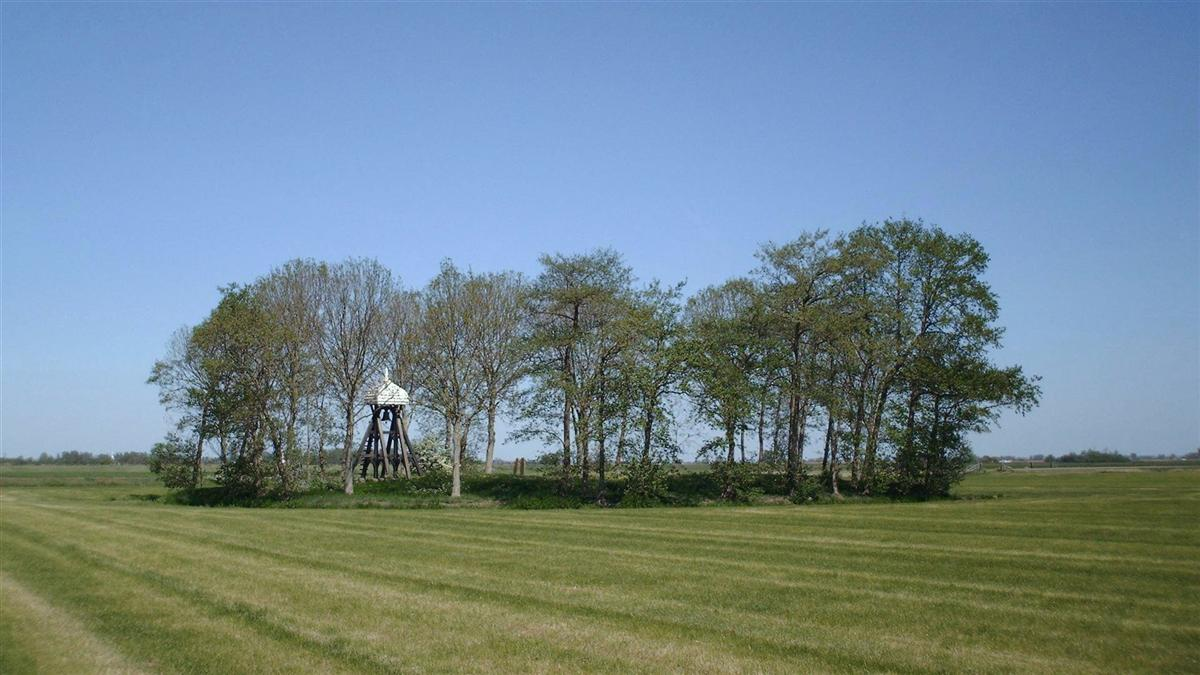
Klokkenstoel Indijk in het open Friese landschap

Klokkenstoelen in Friesland geeft een overzicht van klokkenstoelen in Friesland. De locatie van een klokkenstoel is soms aangegeven door een bord. Op de oudere borden komt de naam in de vorige spelling ‘klokkestoel’ nog voor.

## Klokkenstoel
Een klokkenstoel is een stellage waarin één of meerdere klokken hangen. Type klokkenstoelen:
- Een klokkenstoel in een kerktoren of klokkentoren.
- De klokkenstoel als losstaand bouwwerk. Onderverdeling in twee typen: 
  - Een open constructie (klokkenstoel op poten).
  - Een gesloten bouwwerk (ook klok(ken)huis genoemd).
- Een klokkenstoel aan de gevel van een kerk.

## Geschiedenis
De klokkenstoel als losstaand bouwwerk dankt zijn ontstaan waarschijnlijk aan het feit dat bepaalde gebieden in Friesland te arm waren, of de gemeenschappen te klein, om een kerk te bouwen. Soms werd er een kerkje gebouwd zonder toren en werd de klok in een aparte klokkenstoel geplaatst. Werd er later wel een kerk gebouwd dan werd de klokkenstoel, nadat de klok in de kerktoren was gehangen, gesloopt. Omgekeerd gebeurde het ook dat als een kerkgebouw of kerktoren tot ruïne was vervallen er een klokkenstoel werd gebouwd.
Meestal staat de klokkenstoel in een dorp of buurtschap. Slechts enkele klokkenstoelen bevinden zich buiten de provincie Friesland en daarom mag de klokkenstoel een typisch Fries bouwwerk genoemd worden.
De klokkenstoel is bedoeld om de doden te beluiden. Er is ook een traditie van het Sint Thomasluiden, zoals in Katlijk en Oudehorne, om de boze geesten te verjagen.
Oude klokkenstoelen zijn meestal meerdere malen gerestaureerd. Bijna alle klokkenstoelen van Friesland vallen onder de monumentenzorg. Bij enkele klokkenstoelen is ook een toelichting op de geschiedenis van de desbetreffende klokkenstoel of klok aanwezig.

## Architectuur klokkenstoel
De klokkenstoel laat zich beschrijven door het type dakvorm en nog een aantal bijzonderheden.

### Dakvorm klokkenstoel
Een klokkenstoel heeft een van de volgende dakvormen: 

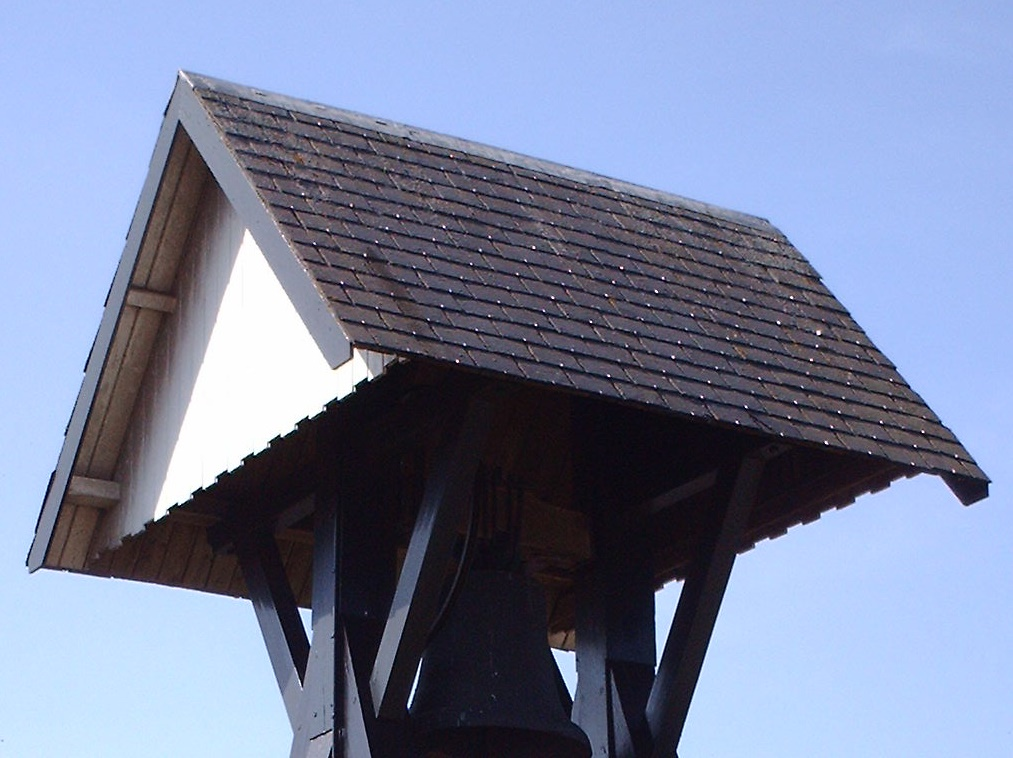
Zadeldak
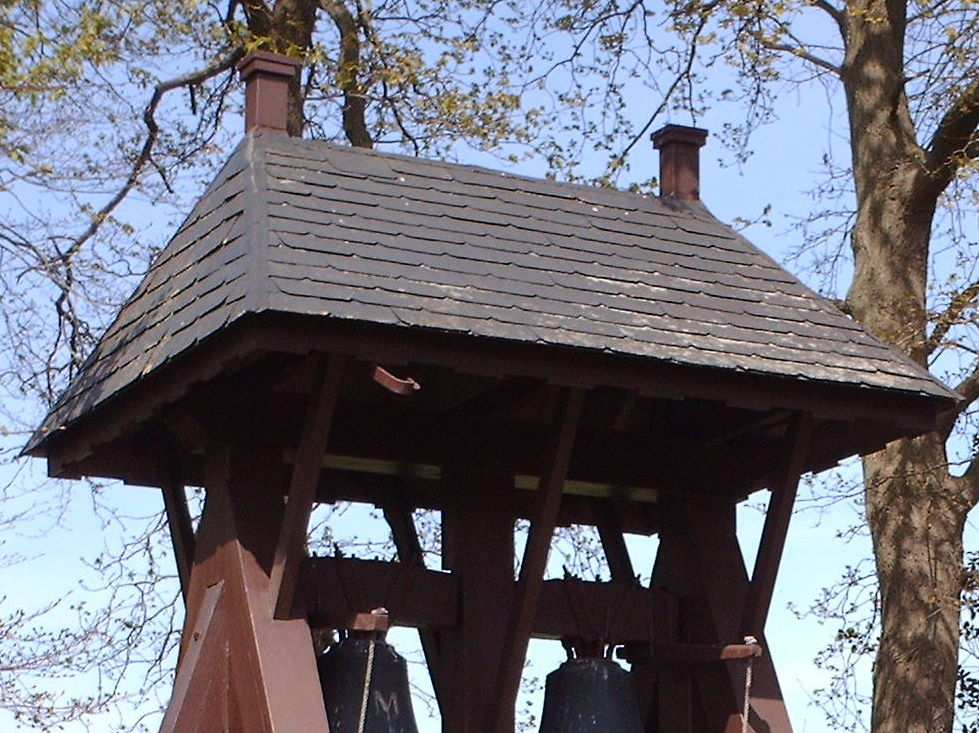
Schilddak
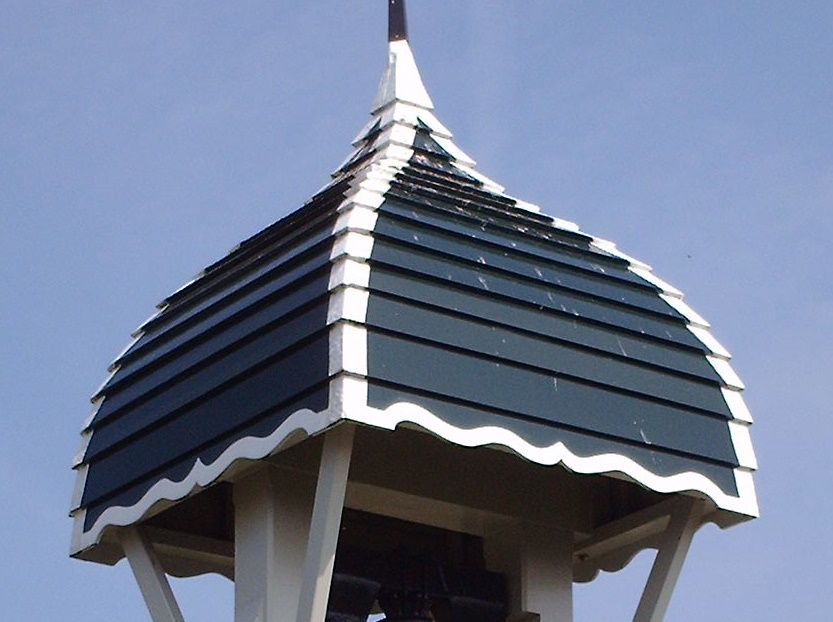
Helmdak

### Overige bijzonderheden klokkenstoel
Op de klokkenstoel kan ook een weerhaan, een trap, of een vlaggenmast bevestigd zijn. De verdere omschrijving bevat het gebruikte materiaal en de fundering.
Veelal is de klokkenstoel gemaakt van hout, maar de klokkenstoelen van Luinjeberd, Gersloot, De Knipe, Oudehorne en Rottum zijn van gewapend beton.
Een aantal klokkenstoelen staat op een fundering van zwerfstenen, zoals in: Appelscha, Brongerga, Doniaga, Donkerbroek, Drachtstercompagnie, Follega, Legemeer, Nijeberkoop, Ouwster-Nijega en Spanga.

## Bijzonderheden klok
De klokken zijn een verhaal apart. In sommige gevallen zijn ze al eeuwen oud. Een aantal is uit de veertiende eeuw. In de klokkenstoel van Langedijke hangt een klok uit 1300, het is de oudste van Noord-Europa. In de Tweede Wereldoorlog werd een aantal klokken door de bezetter gevorderd en omgesmolten, zoals de klokken van Loënga en Mirns. De klok van Goïngarijp is met zijn 1135 kg de zwaarste van Friesland.
De meeste klokkenstoelen hebben één klok. Elf klokkenstoelen hebben twee klokken: Donkerbroek, Elsloo, Fochteloo, Gersloot, Katlijk, Luinjeberd, Oosterwolde, Opeinde, Oudehorne, Ureterp en Ypecolsga. De klokkenstoelen van Gorredijk, Opeinde en Wijnjewoude hebben elk drie klokken.

## Plaatsen met een klokkenstoel
Er staan meer dan zestig klokkenstoelen als losstaand bouwwerk op een kerkhof of begraafplaats. 

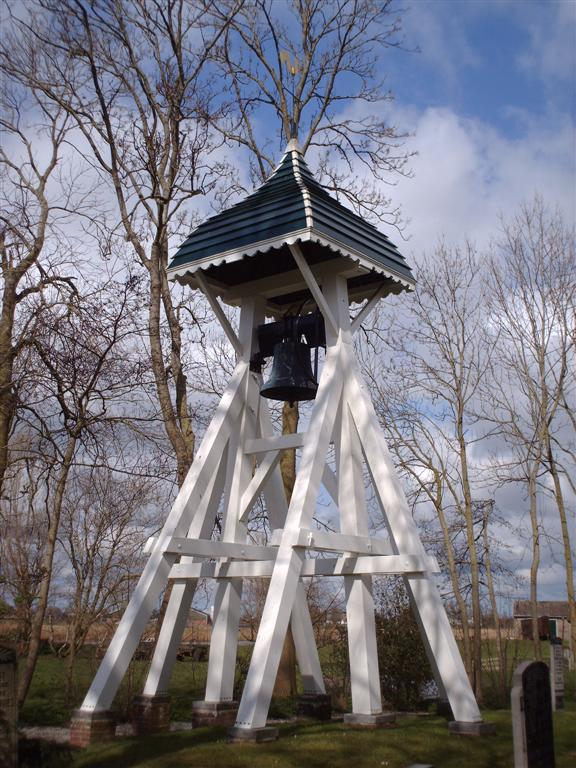
Akmarijp
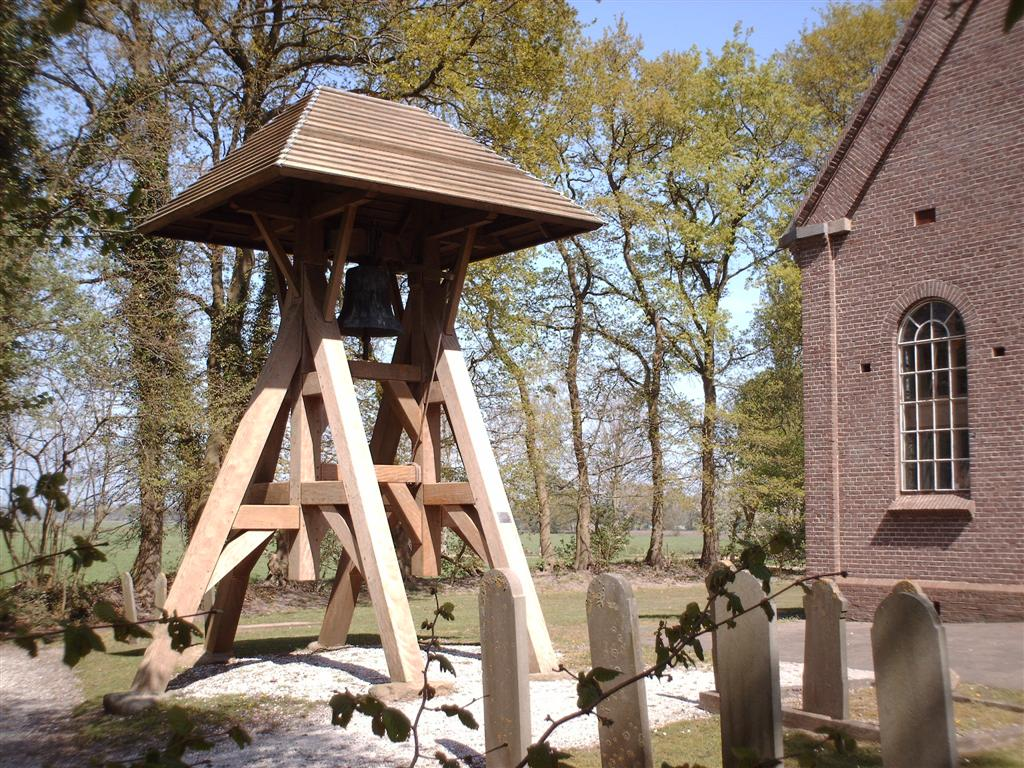
Appelscha
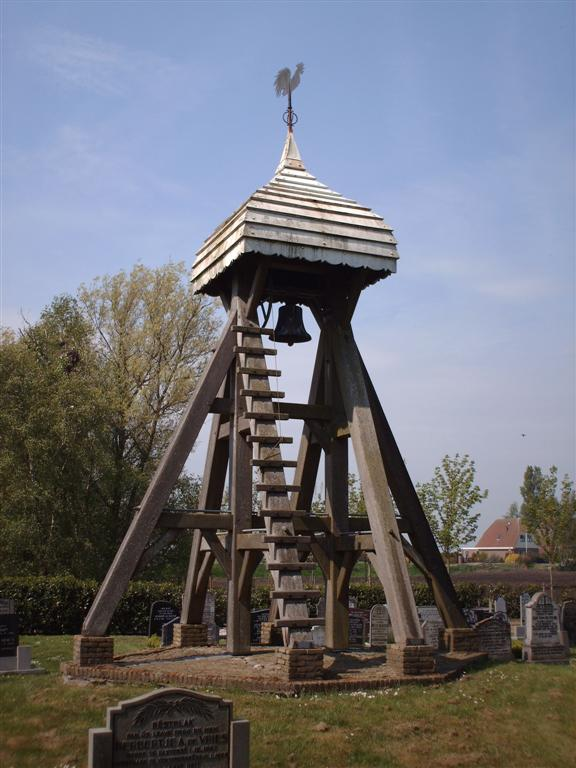
Bantega
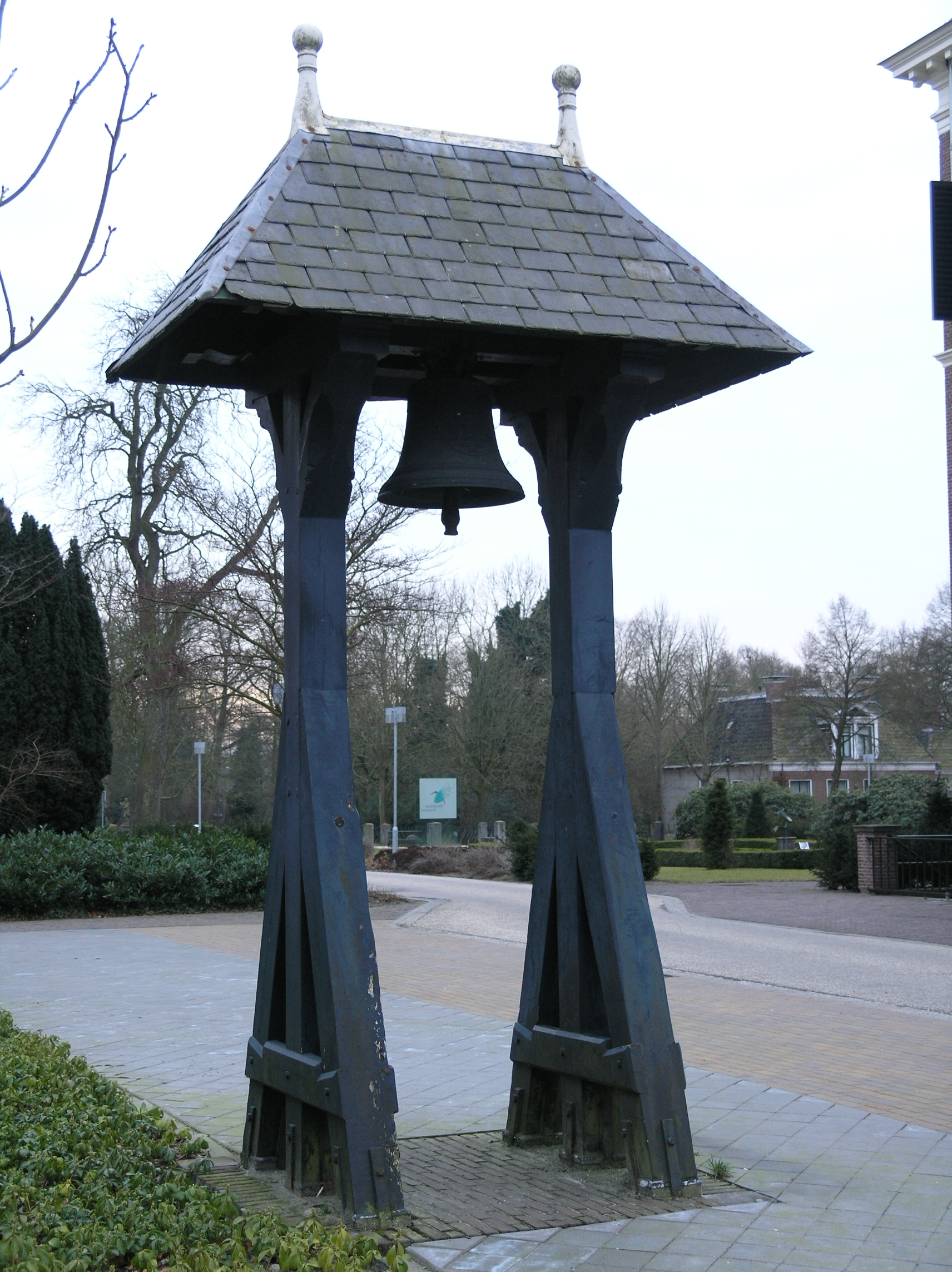
Beetsterzwaag
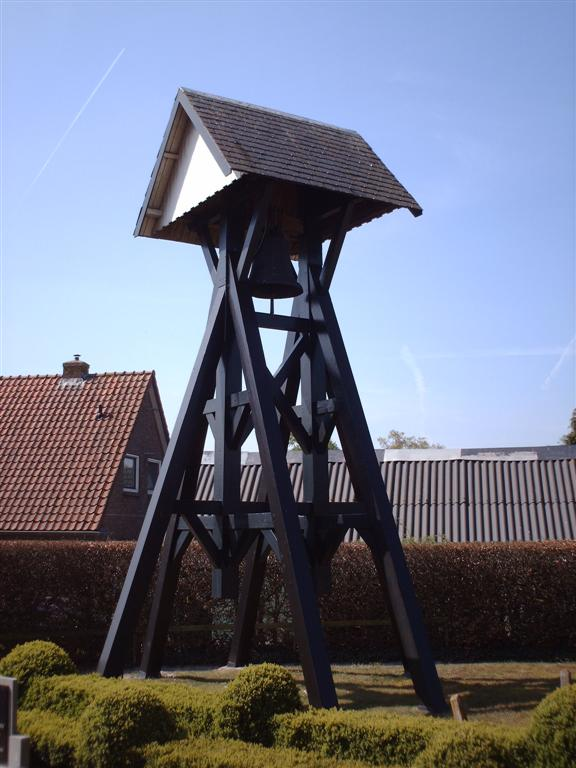
Boijl
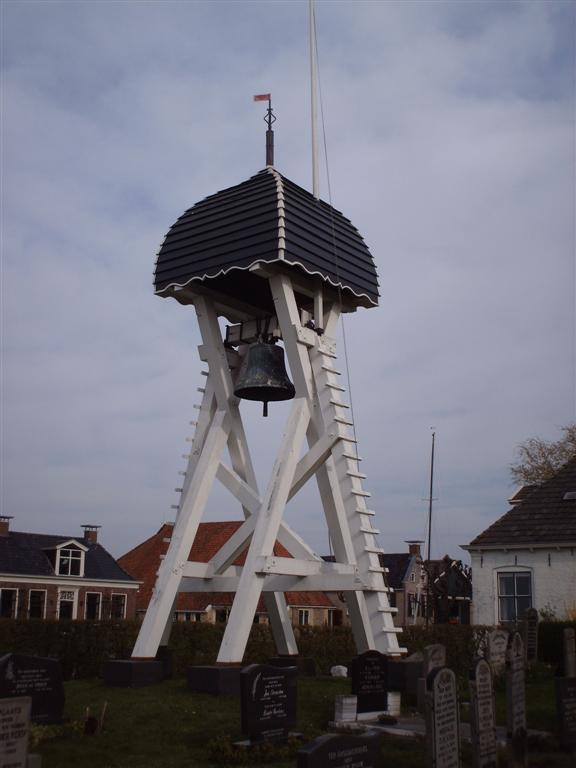
Broek
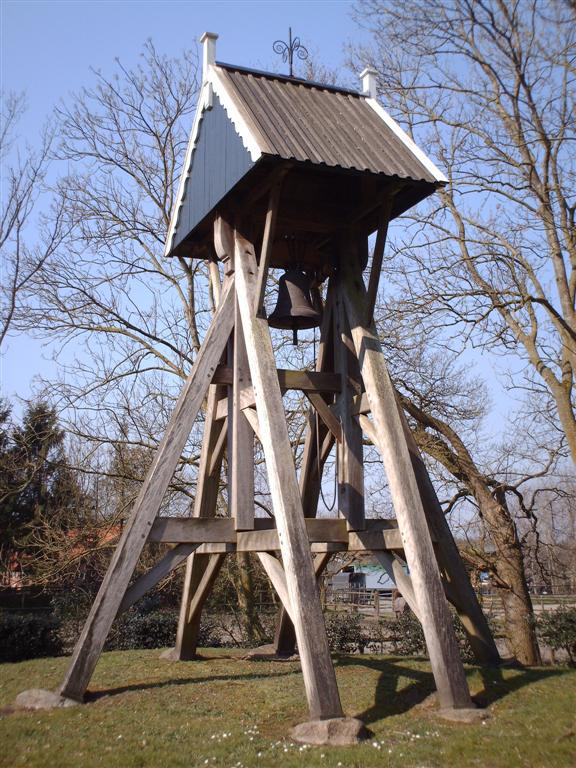
Brongerga
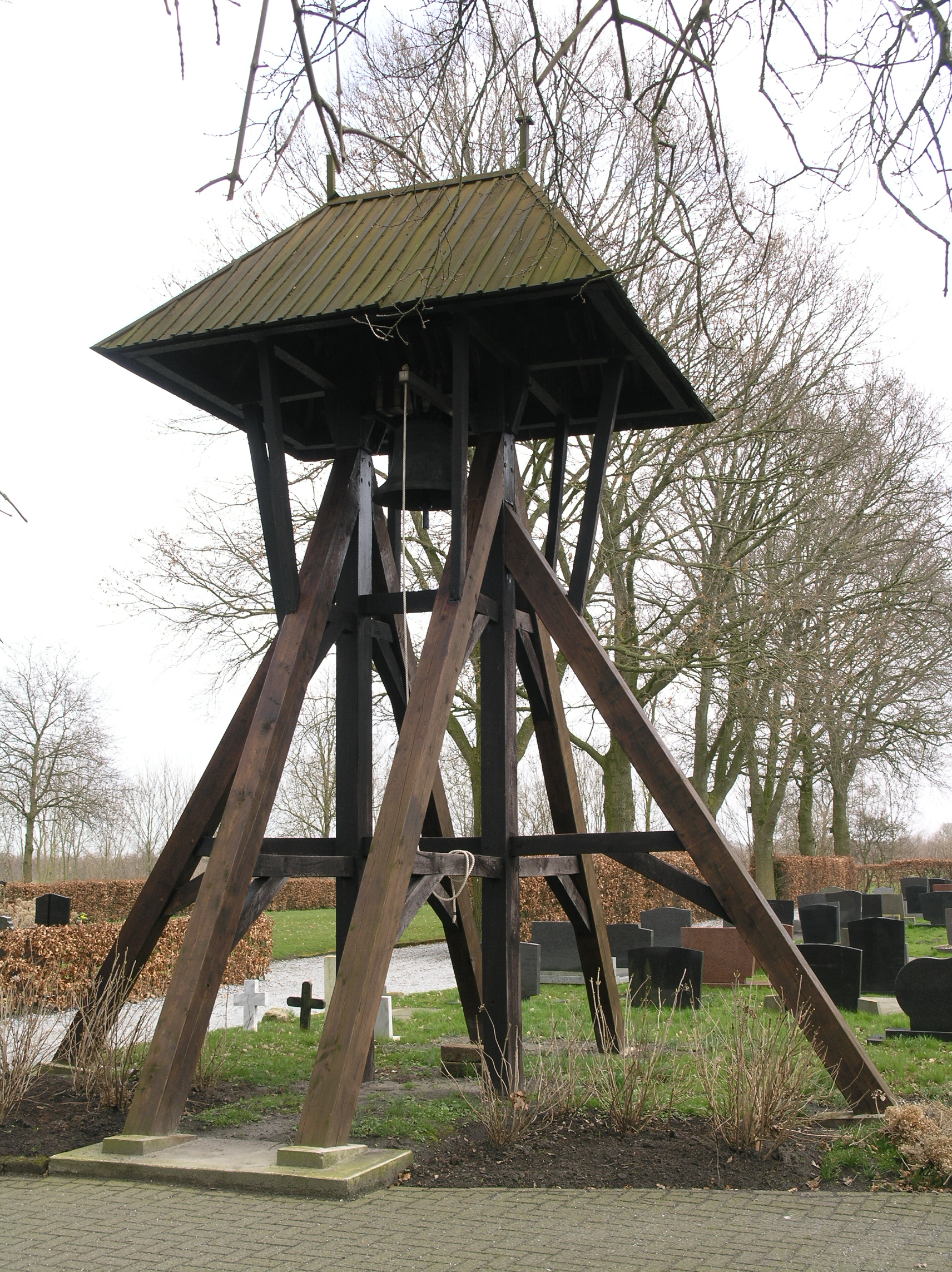
Buweklooster
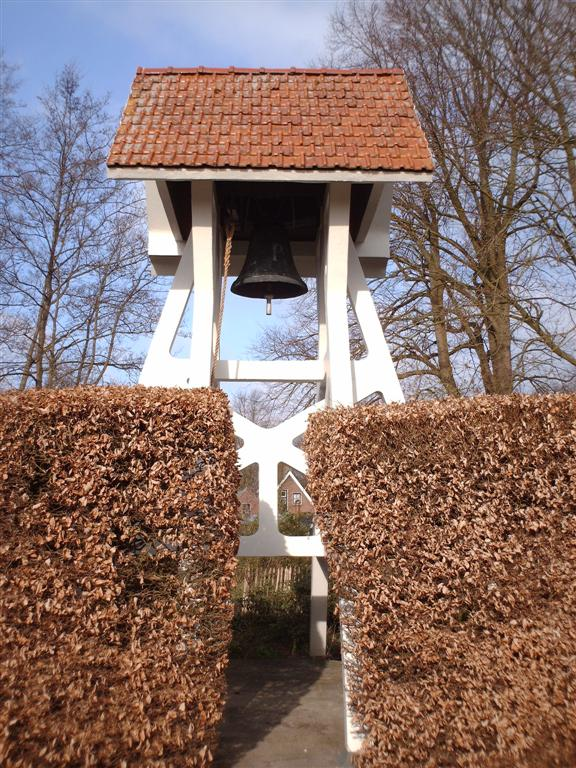
De Knipe
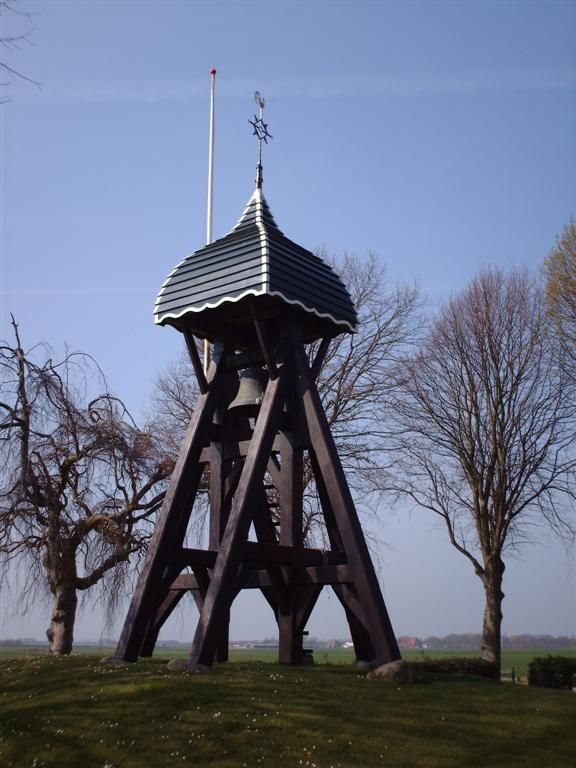
Doniaga
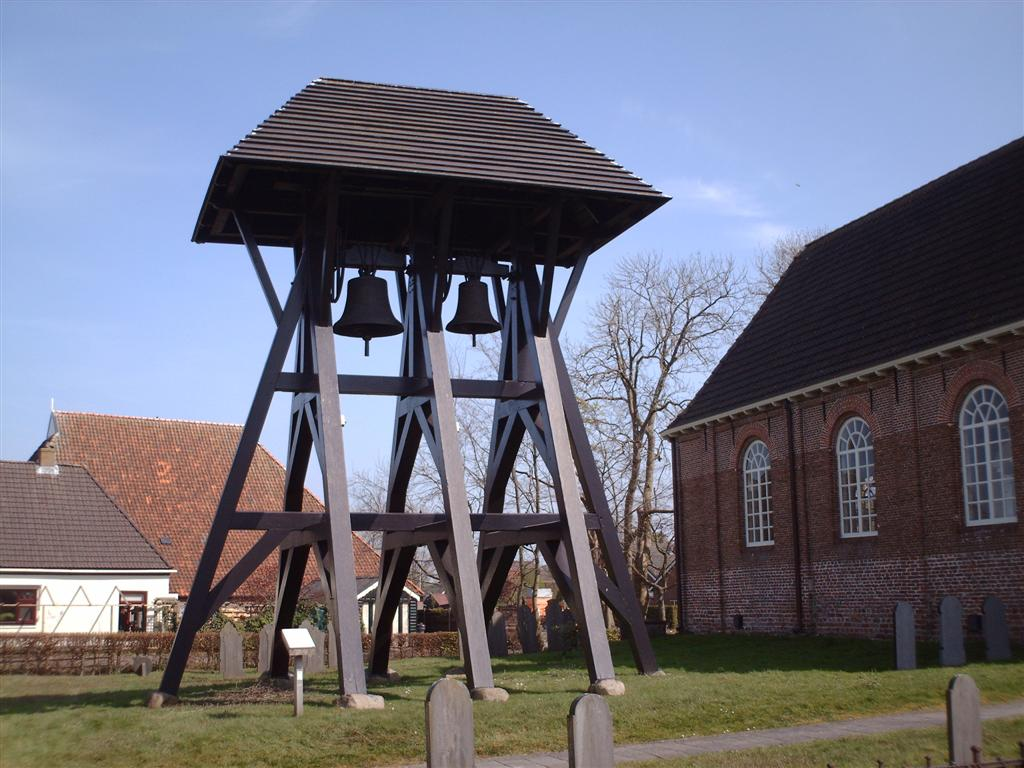
Donkerbroek
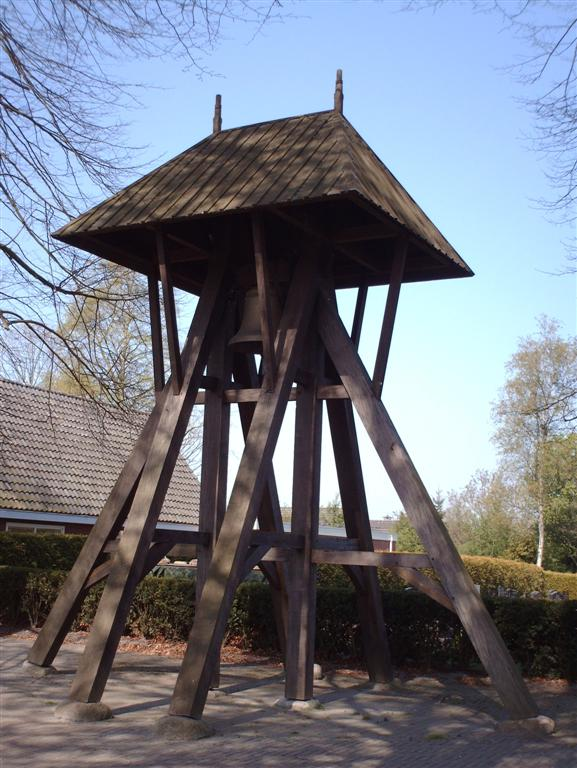
Drachtstercompagnie
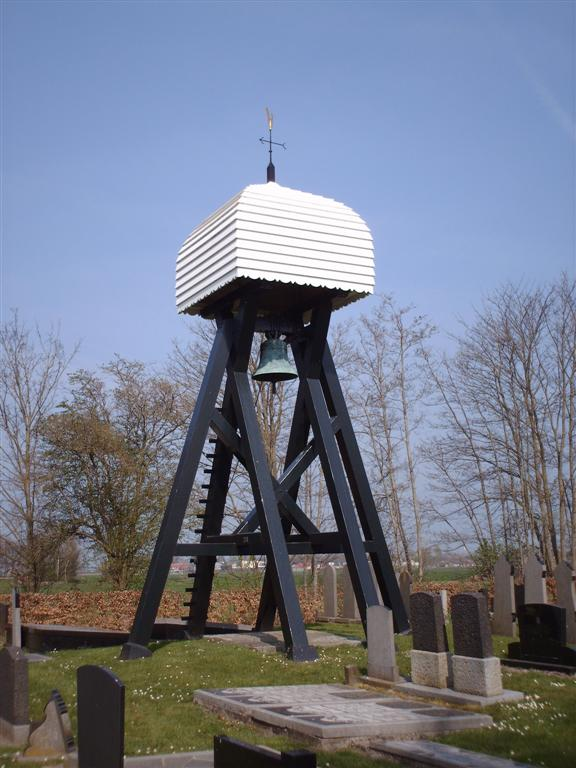
Dijken
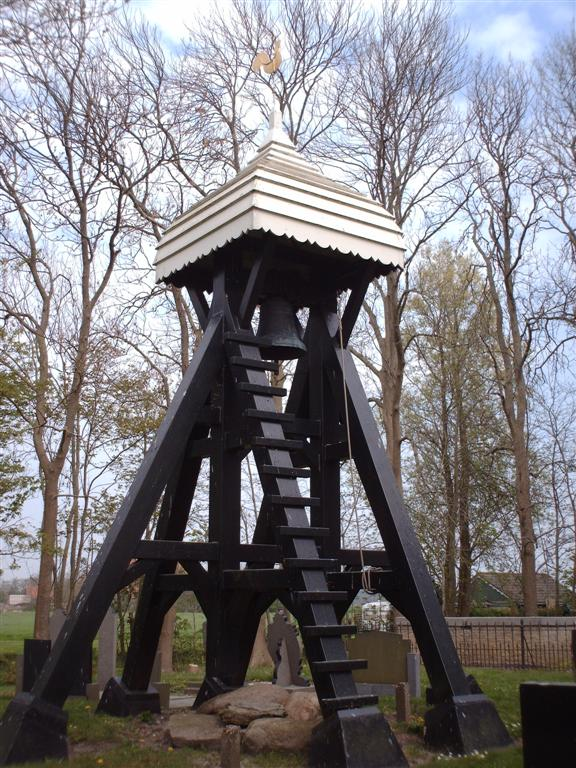
Eesterga
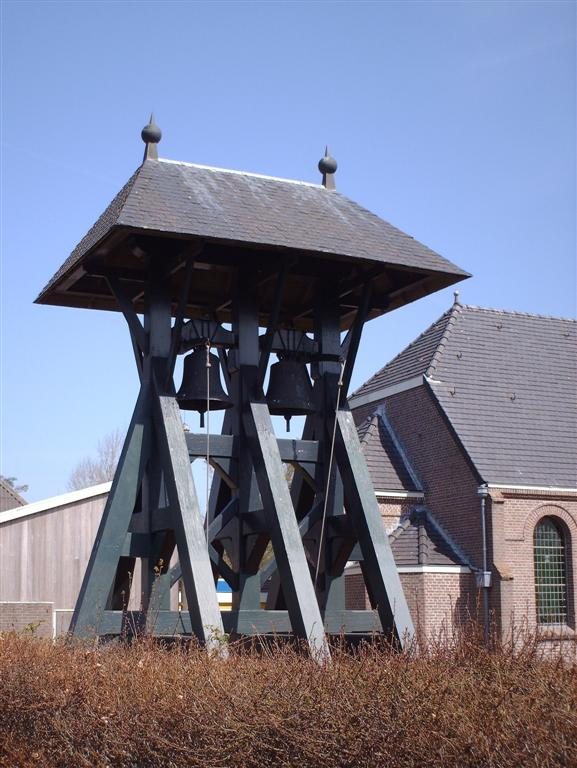
Elsloo
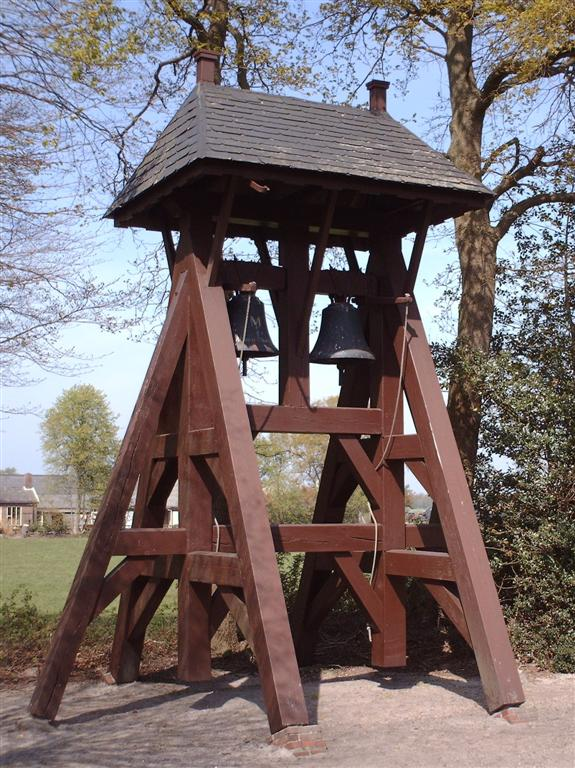
Fochteloo
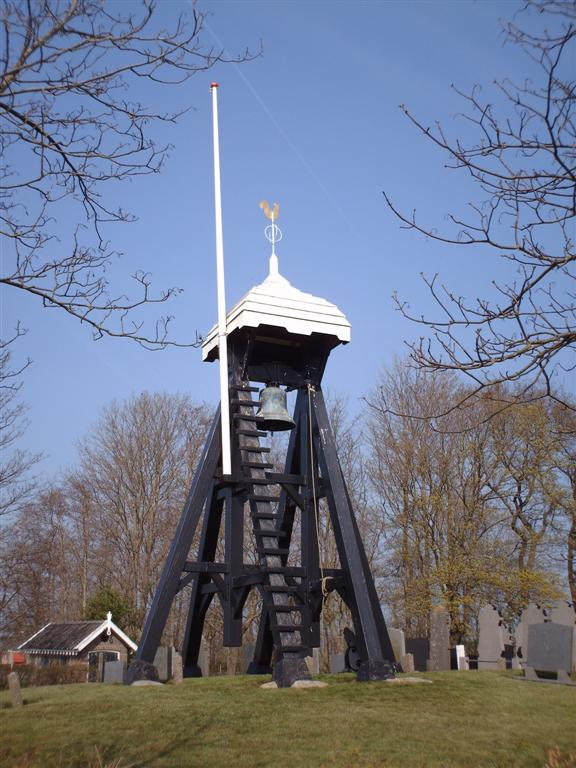
Follega
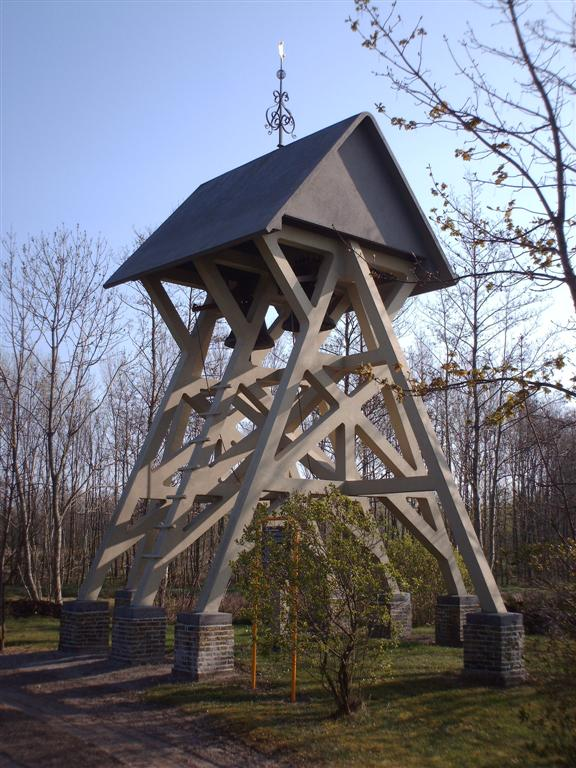
Gersloot
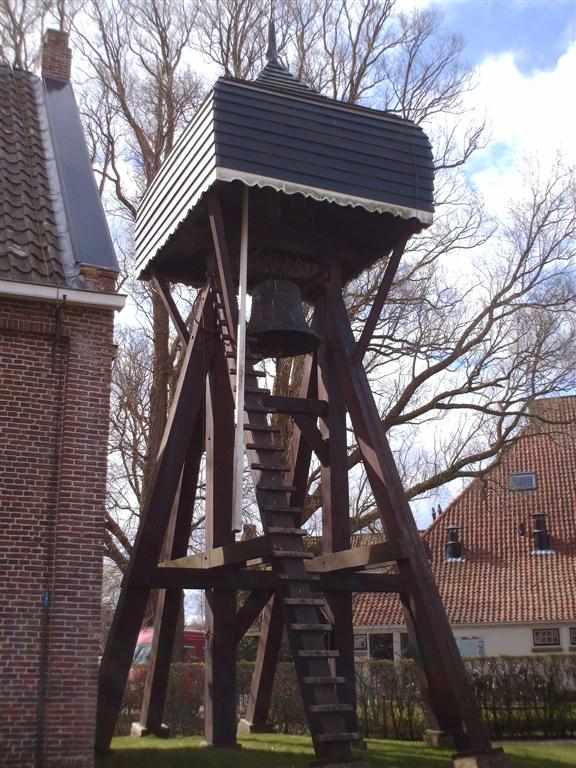
Goingarijp
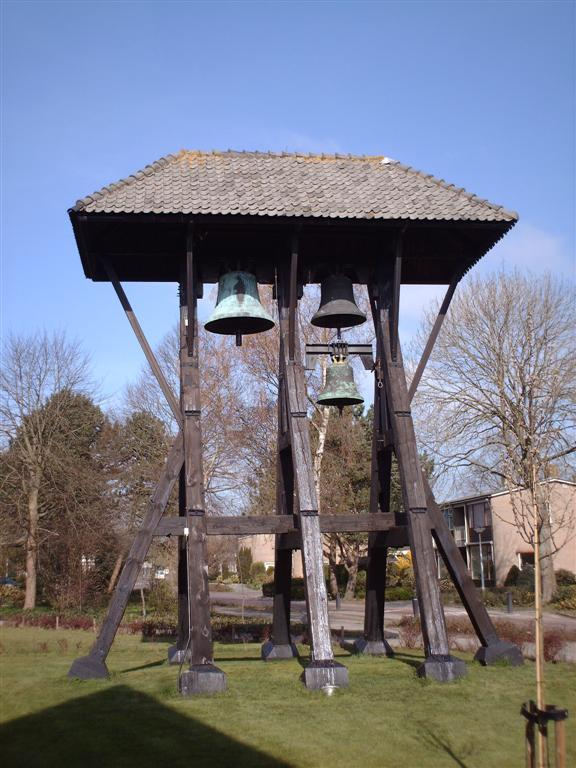
Gorredijk
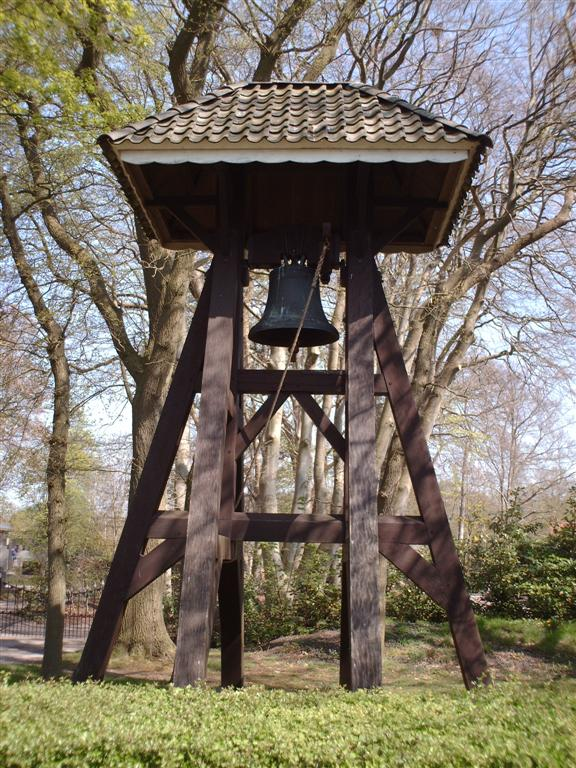
Hemrik
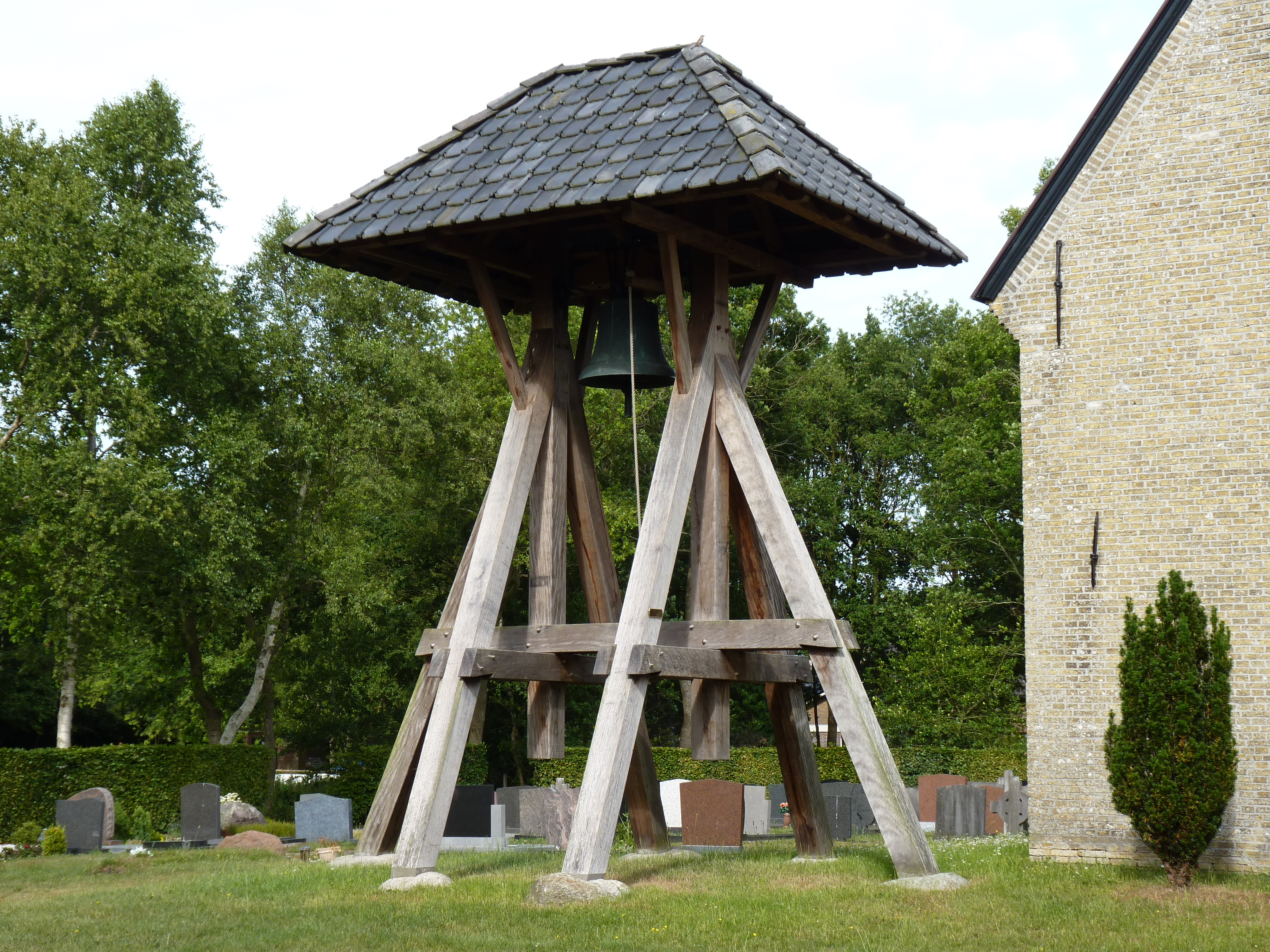
Hoornsterzwaag
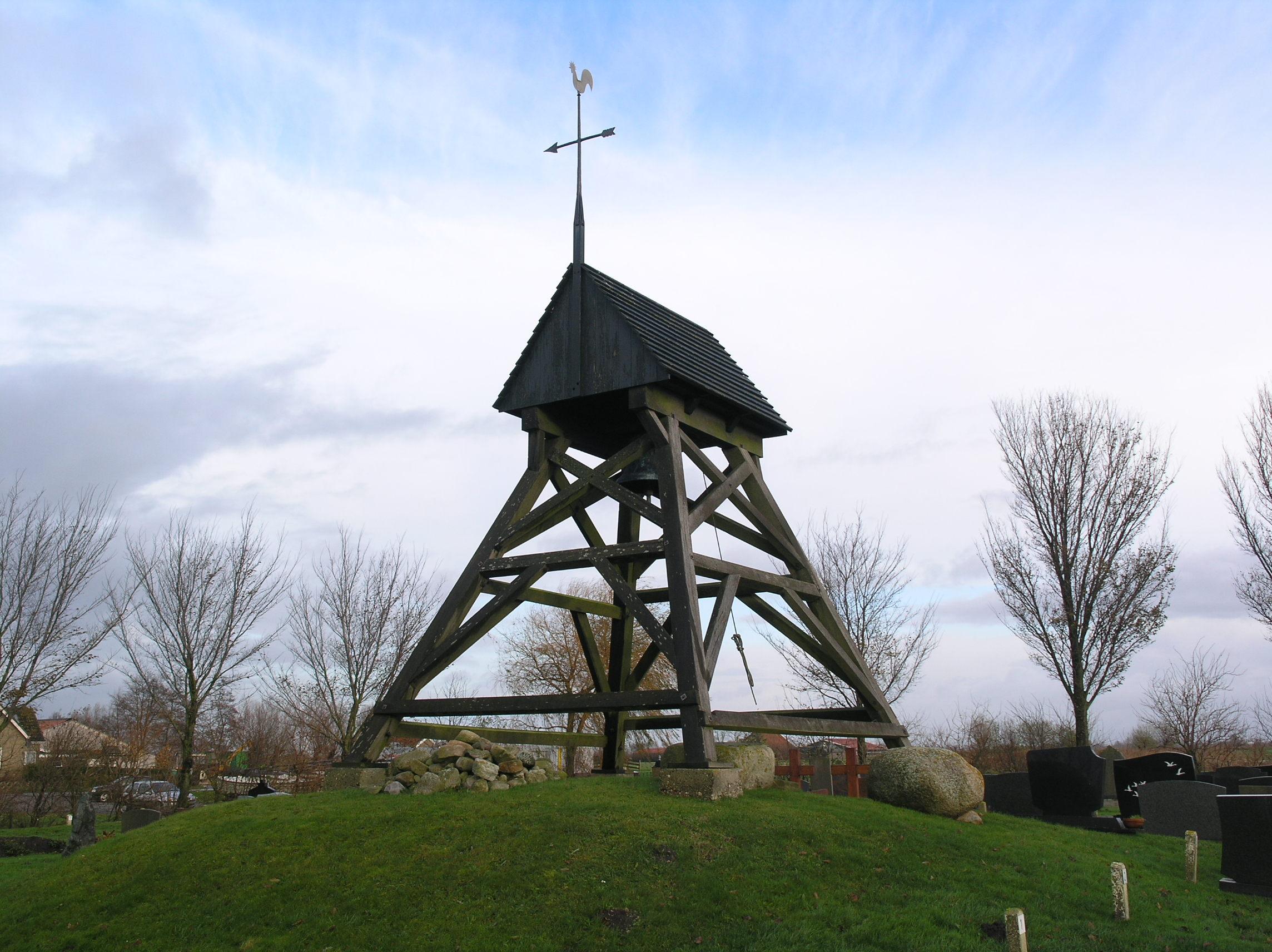
Idzega
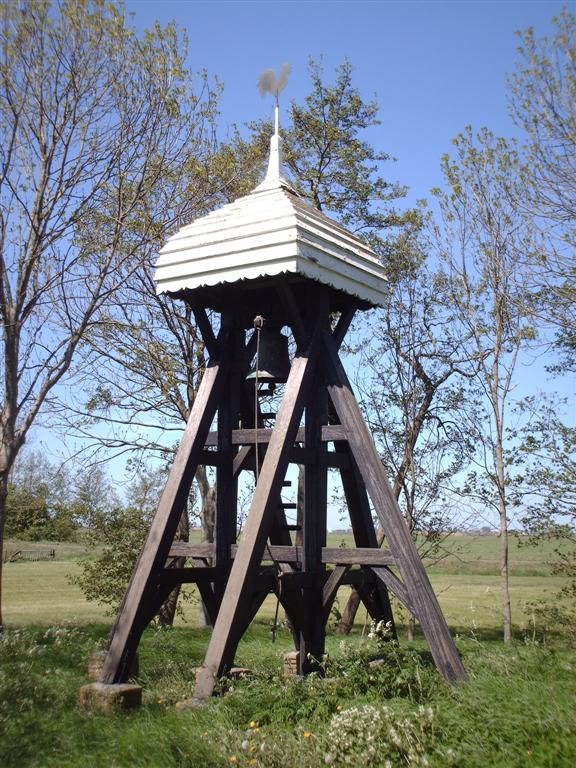
Indijk
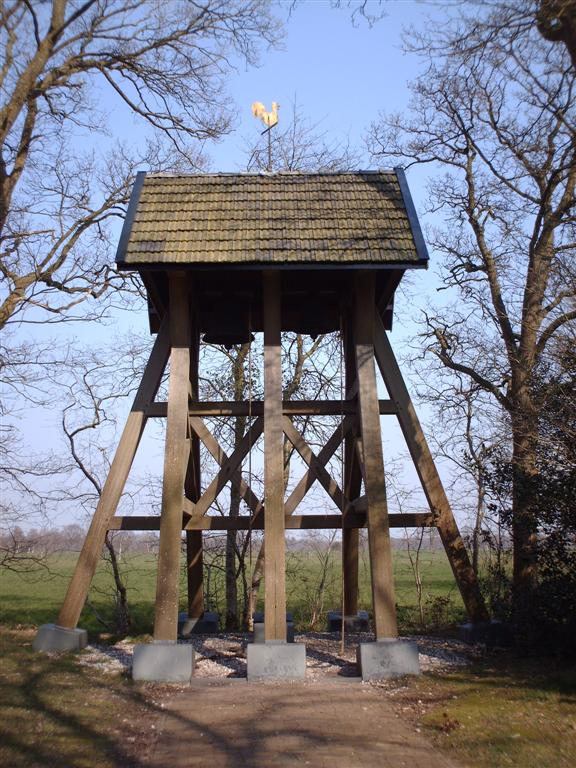
Katlijk
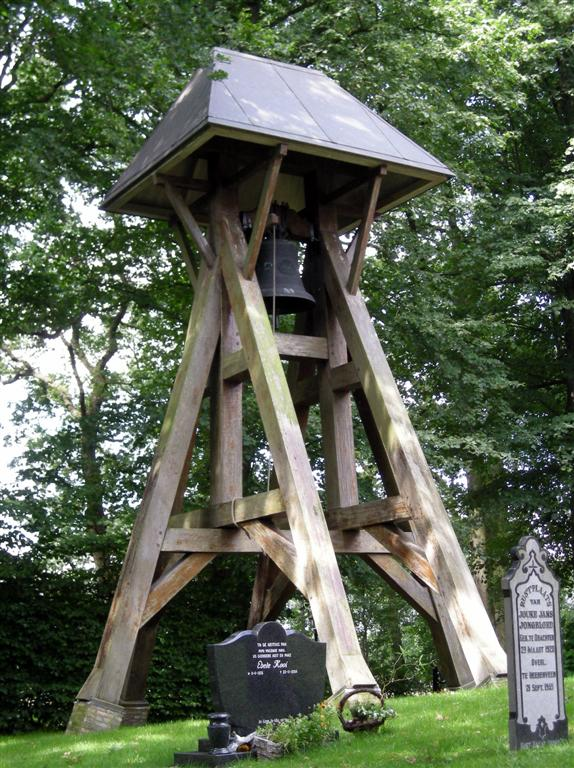
Kortehemmen
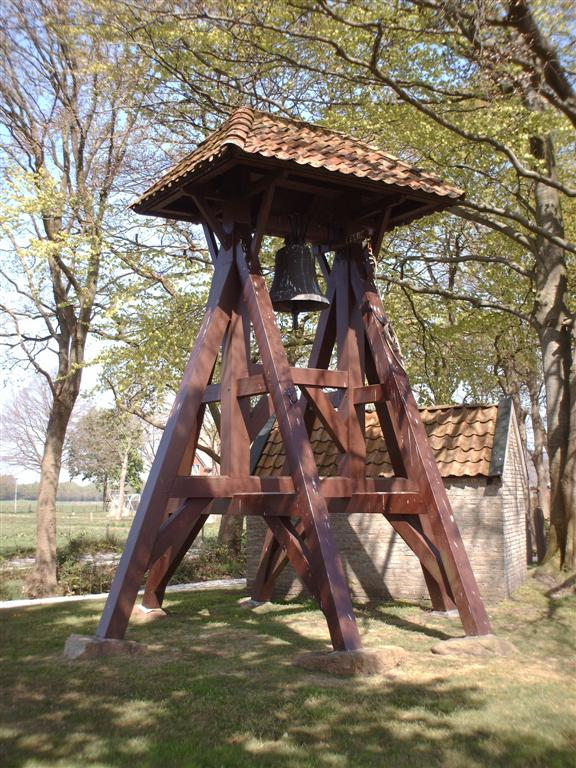
Langedijke
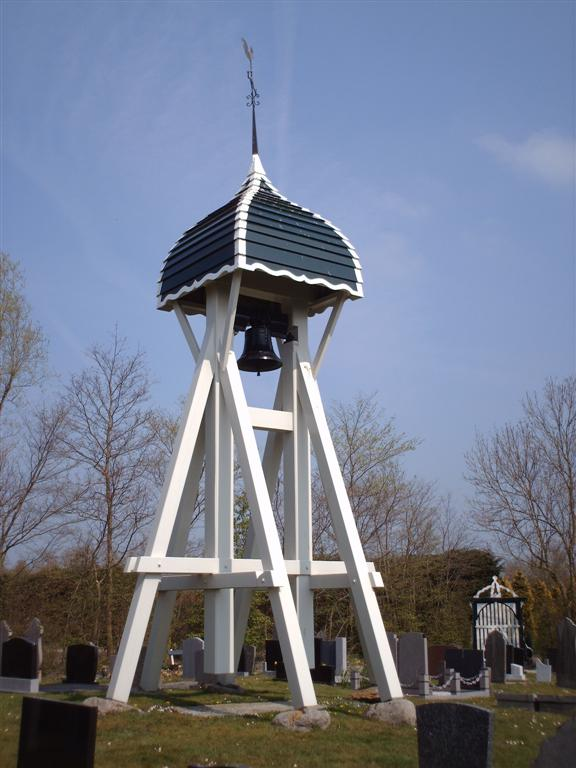
Legemeer
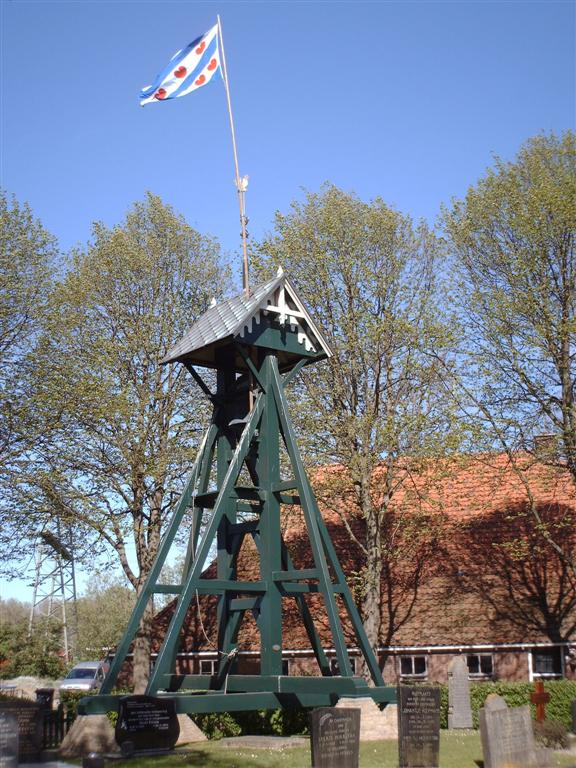
Loënga
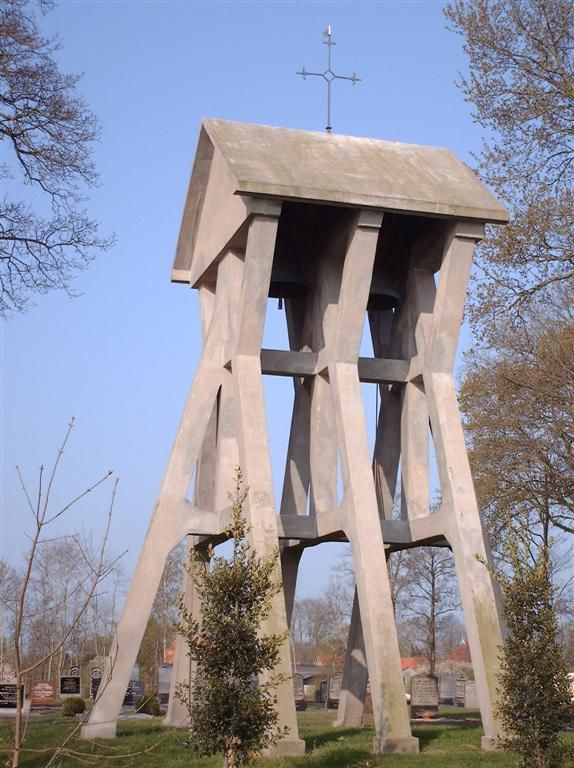
Luinjeberd
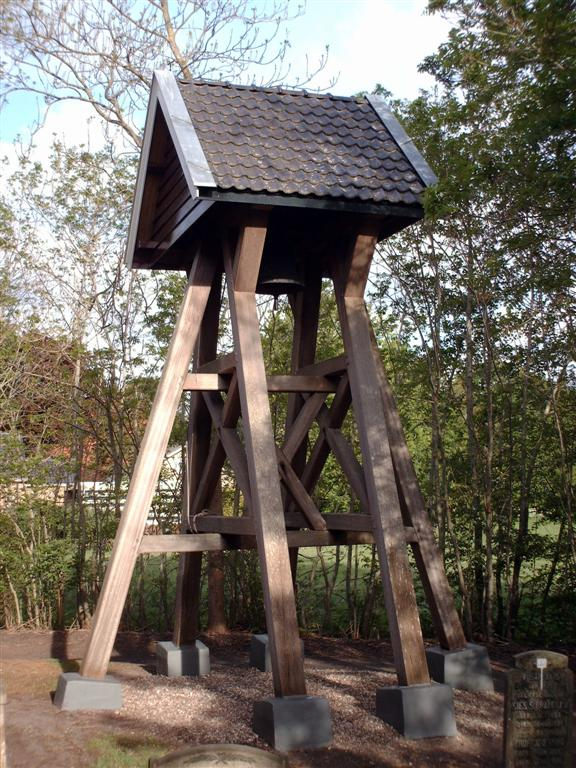
Mildam
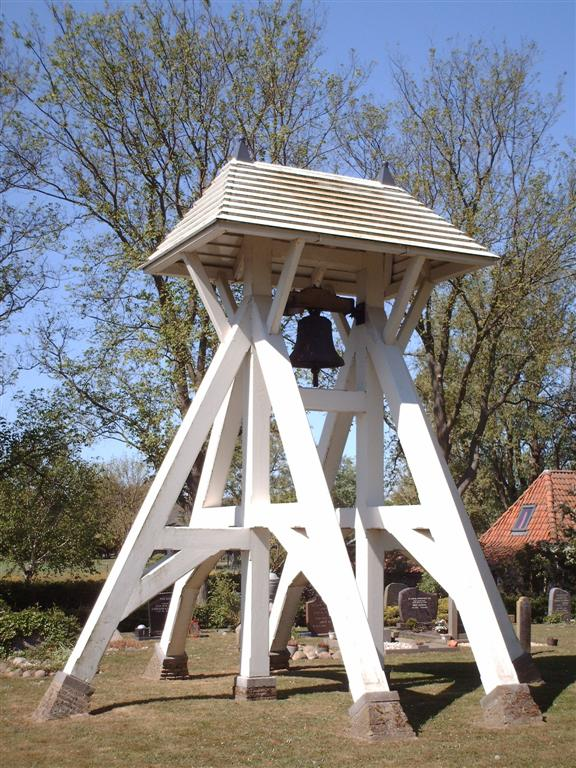
Mirns
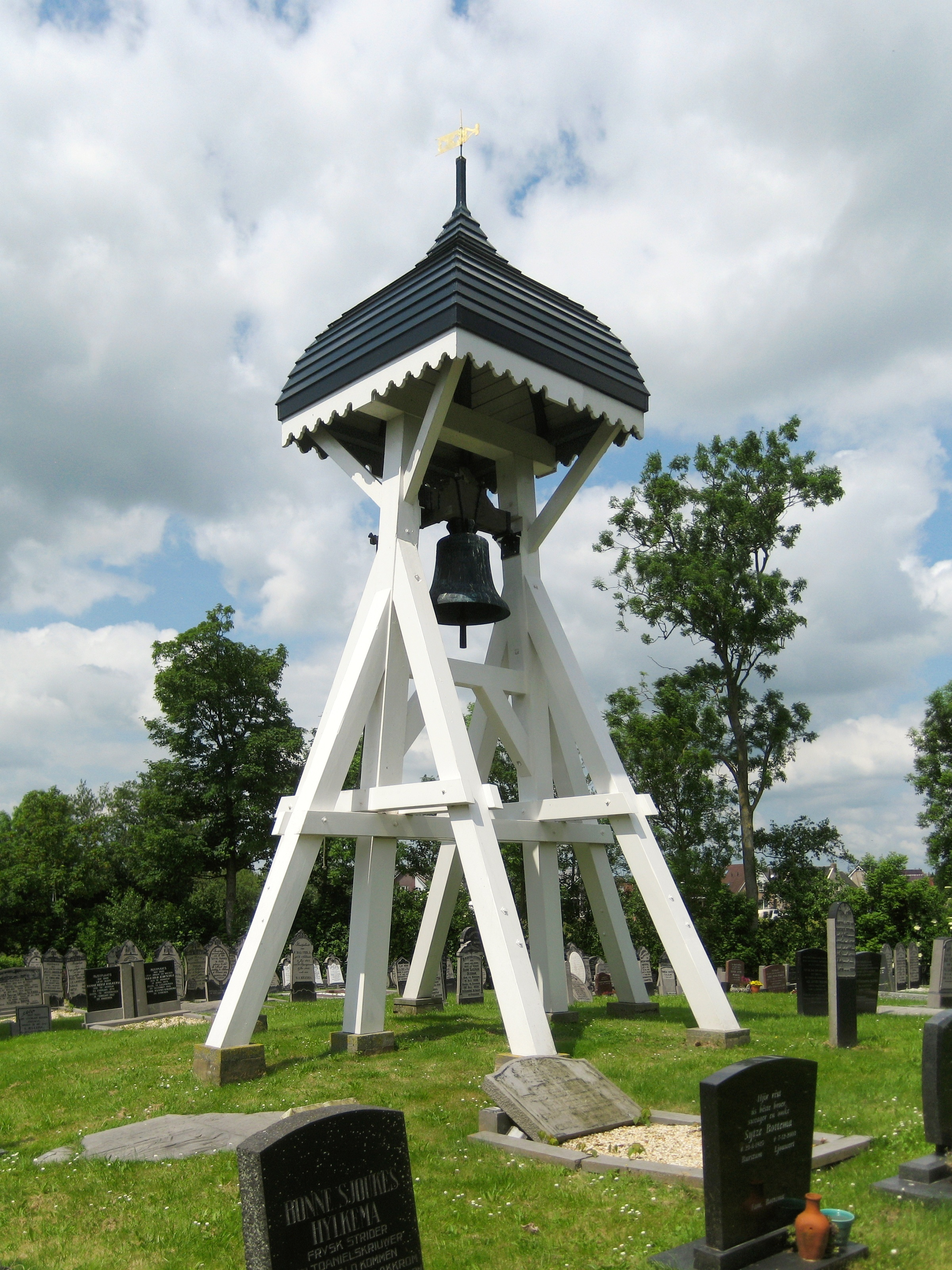
Nes (Heerenveen)
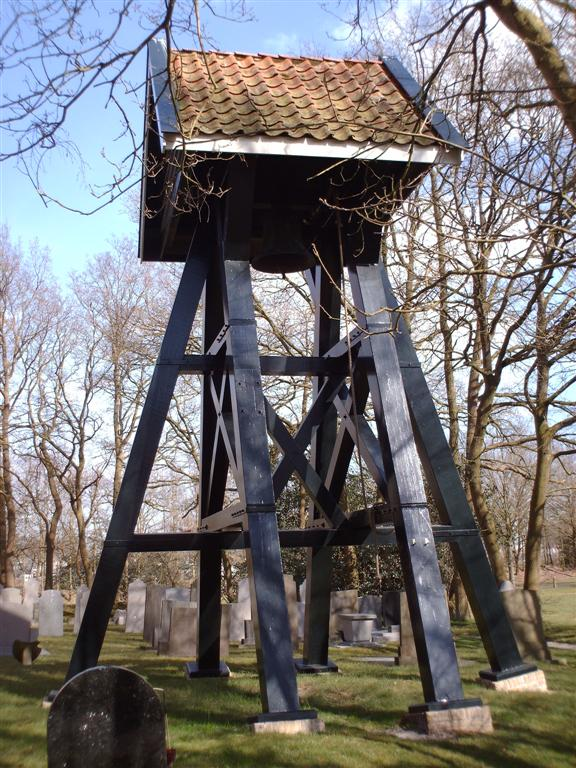
Nieuweschoot
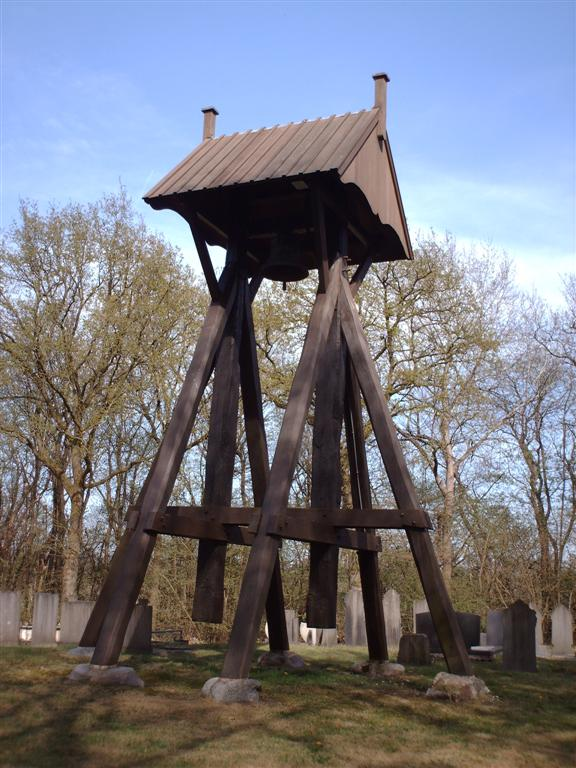
Nijeberkoop
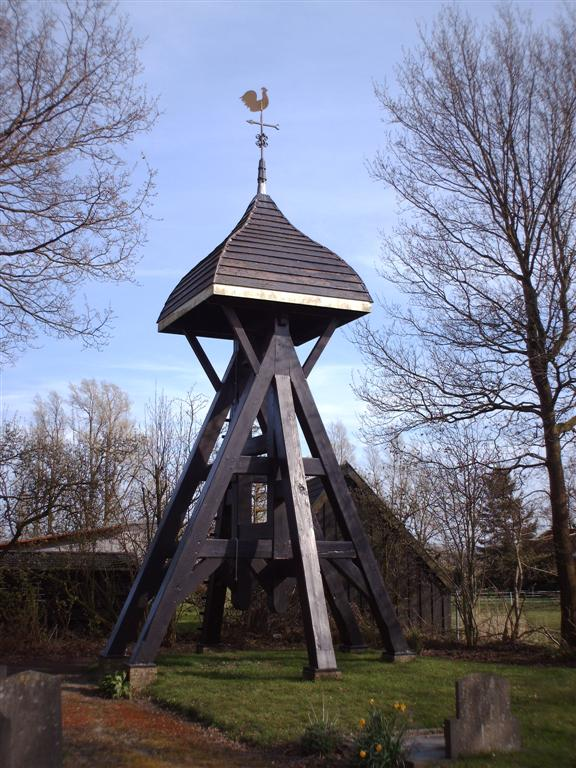
Nijeholtwolde
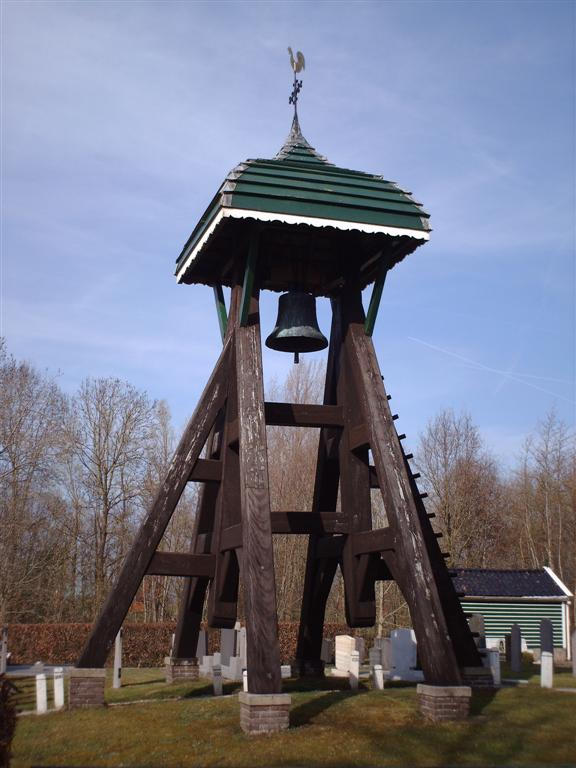
Nijelamer
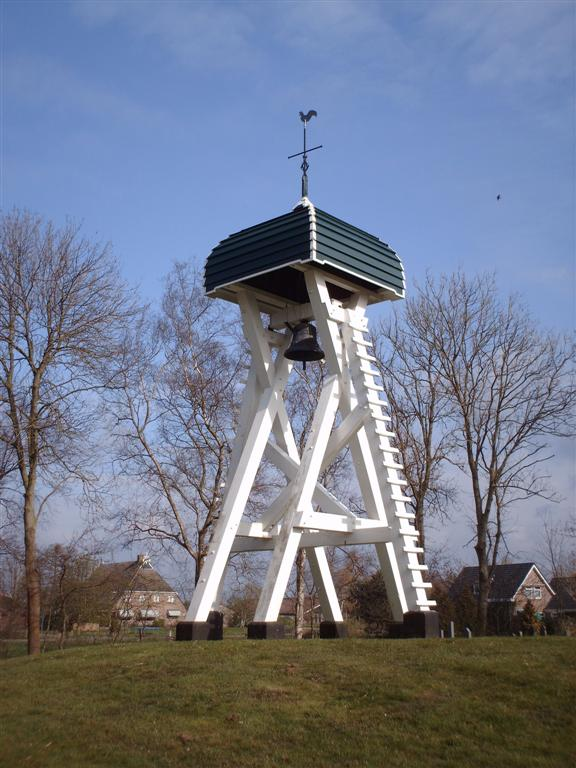
Oldeouwer
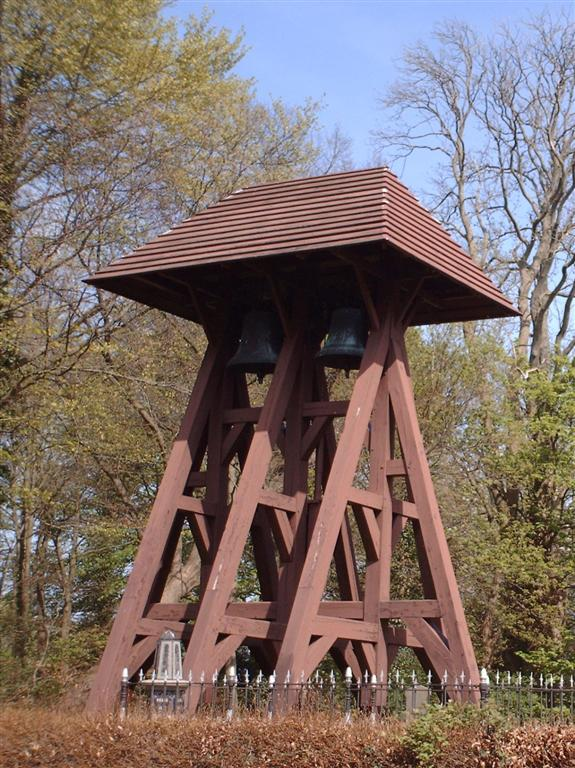
Oosterwolde
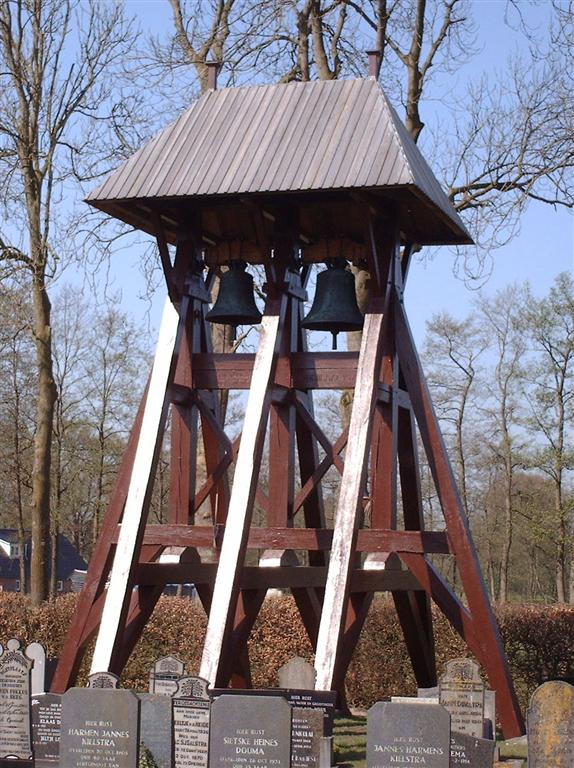
Opeinde (Nijtap)
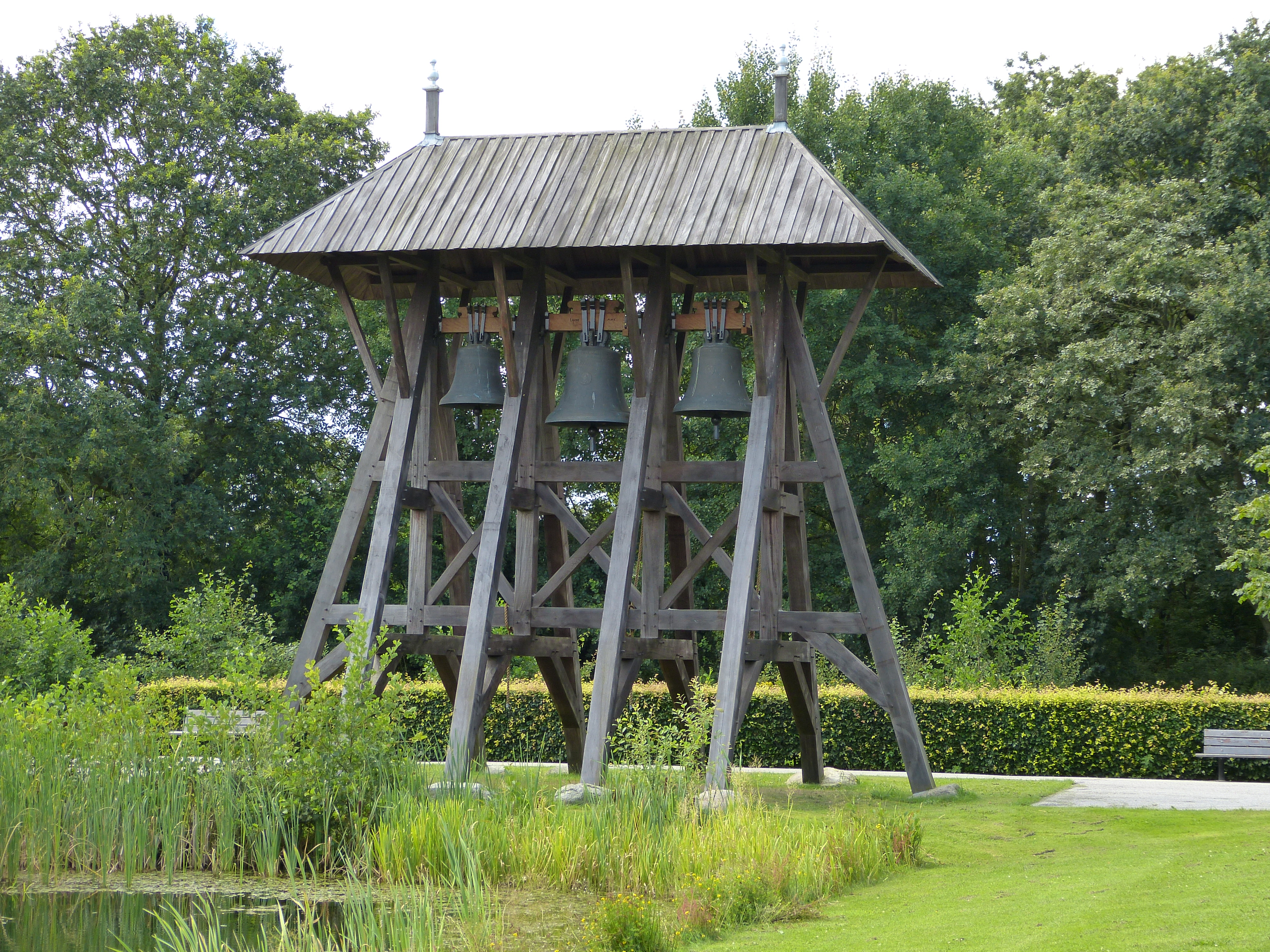
Opeinde
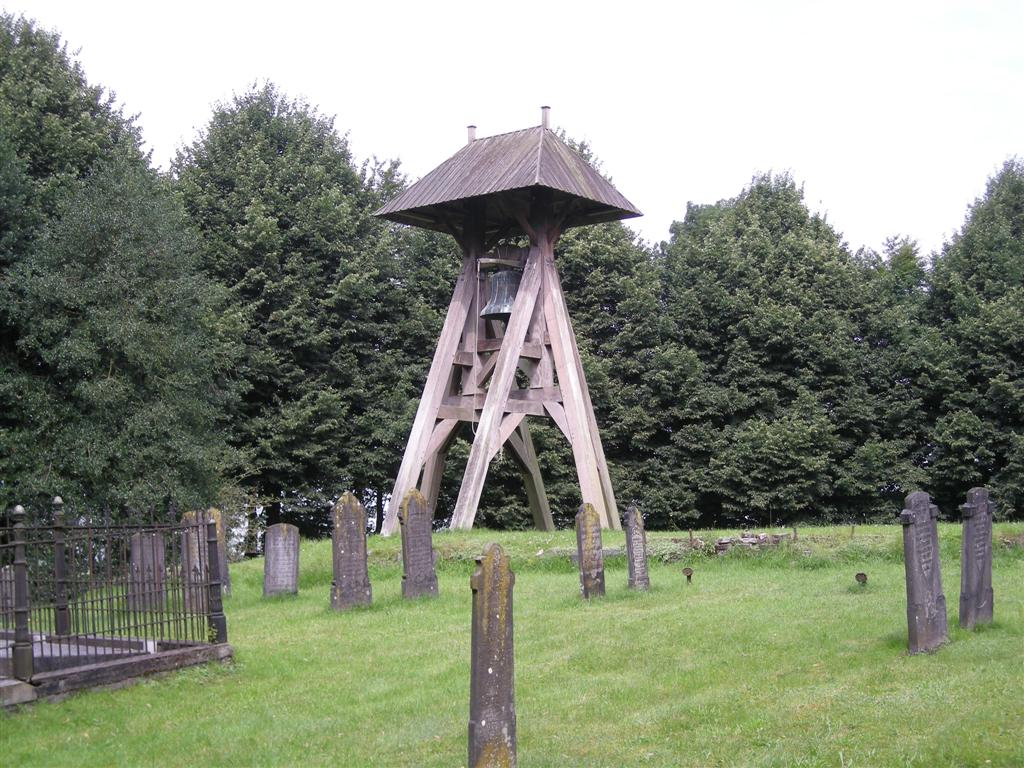
Oud Beets
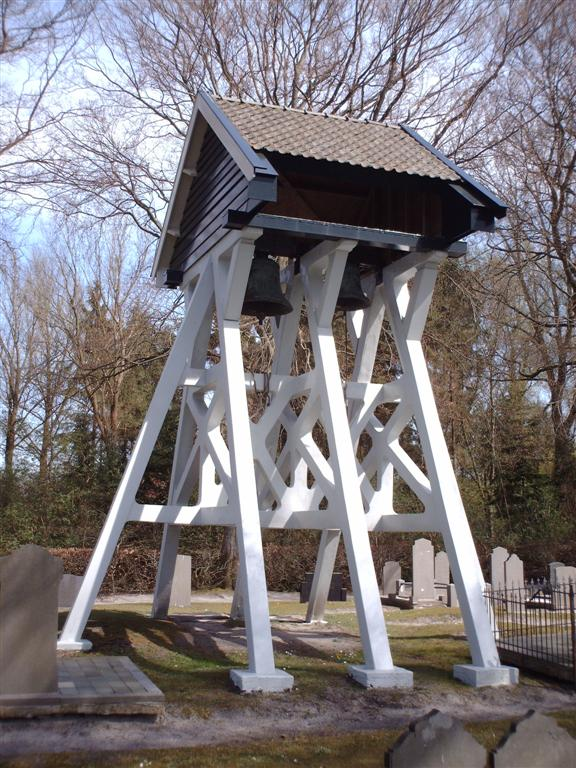
Oudehorne
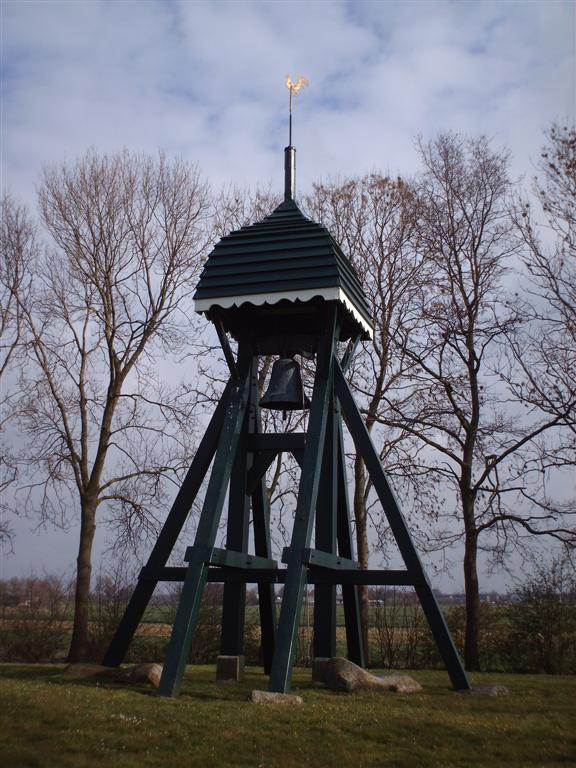
Ouwster-Nijega
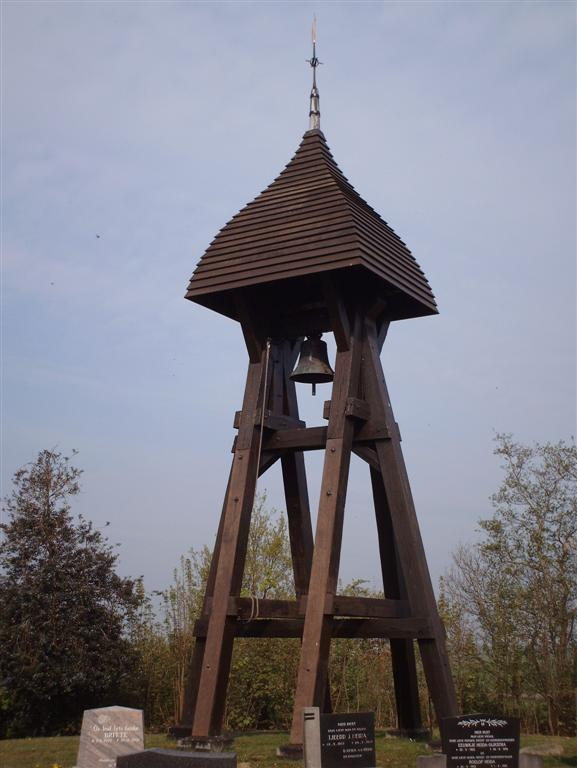
Rotstergaast
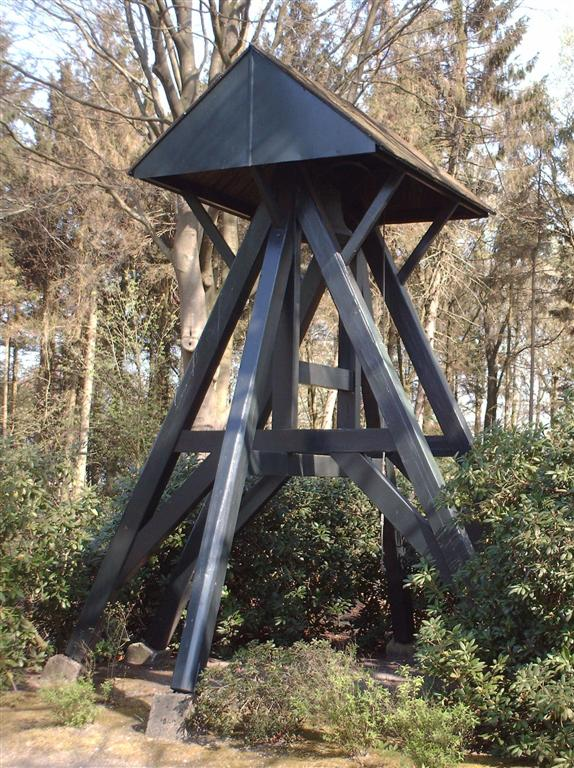
Rottevalle
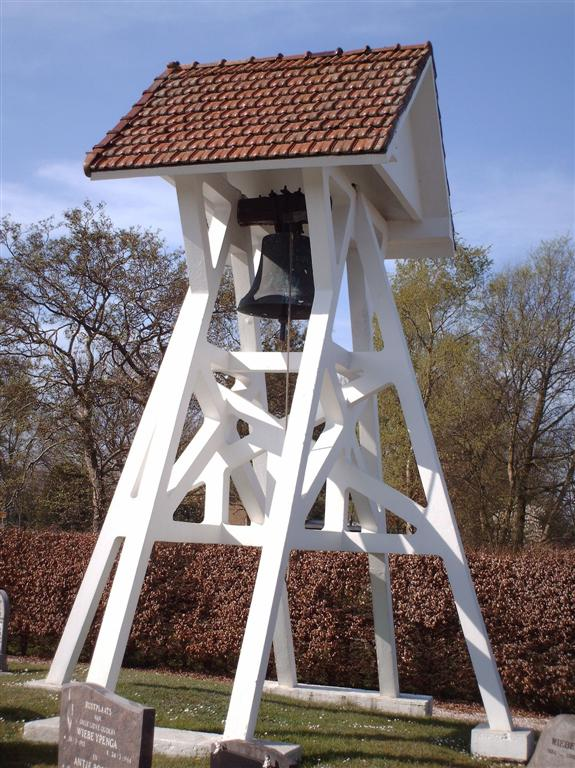
Rottum
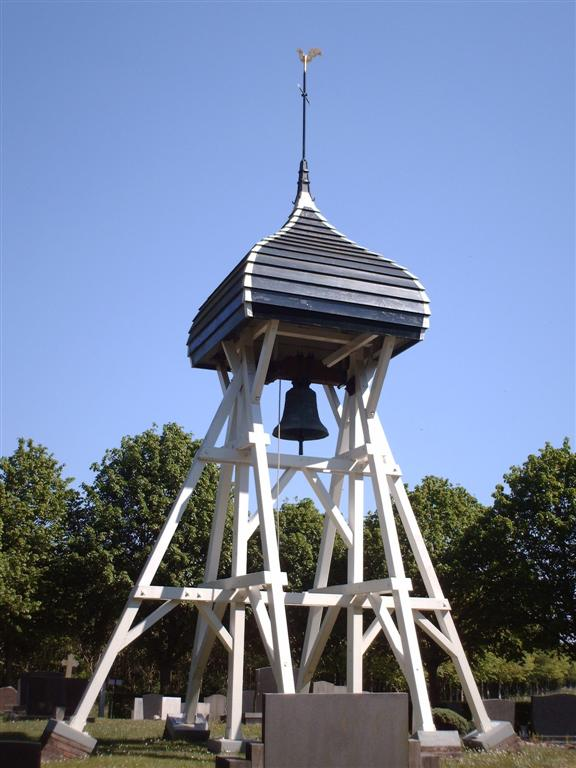
Ruigahuizen
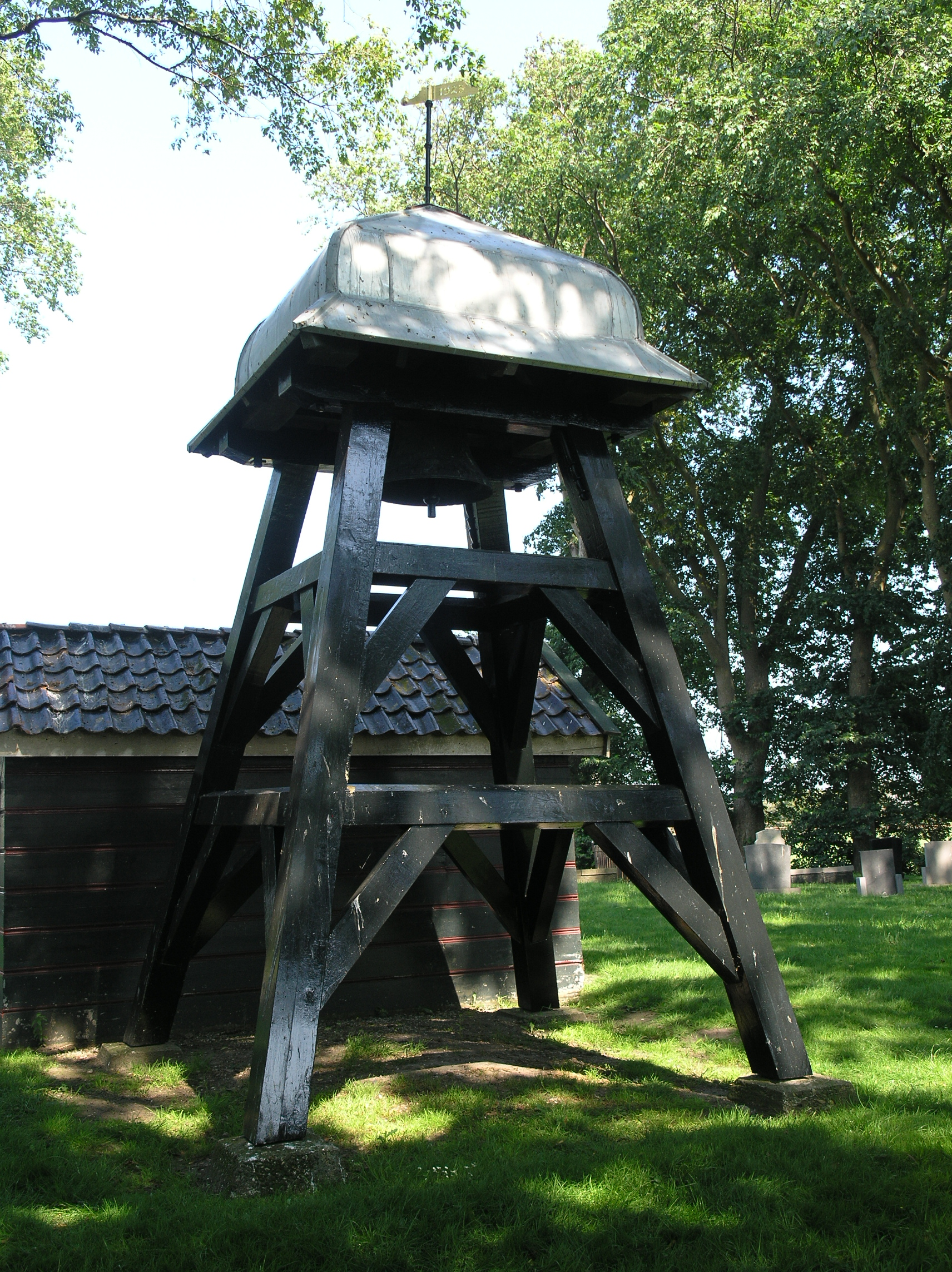
Scharl
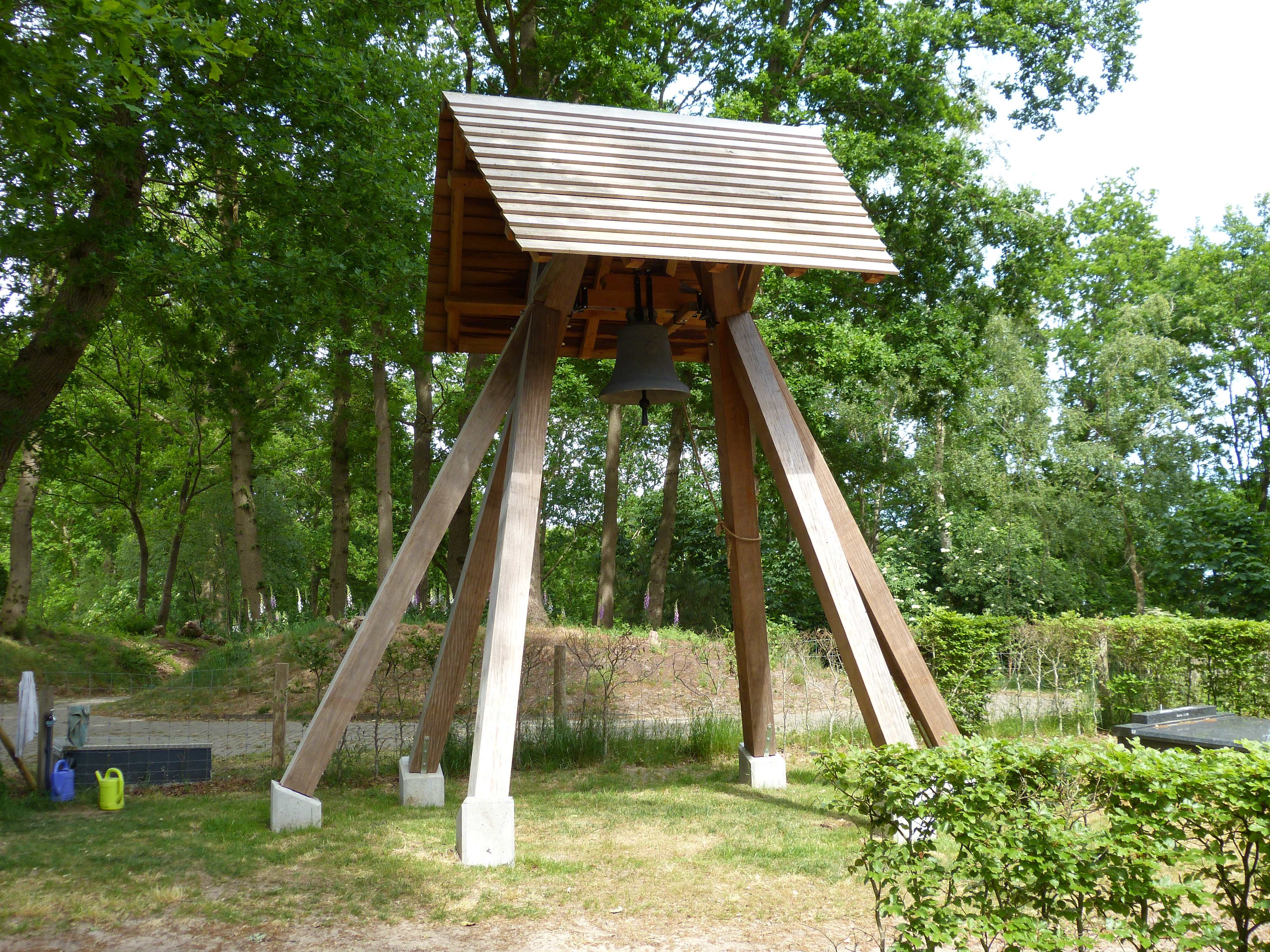
Siegerswoude
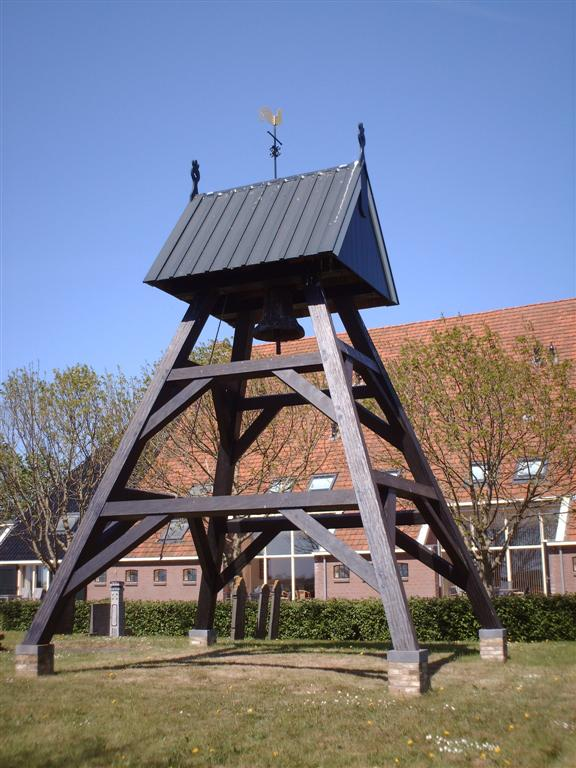
Smallebrugge
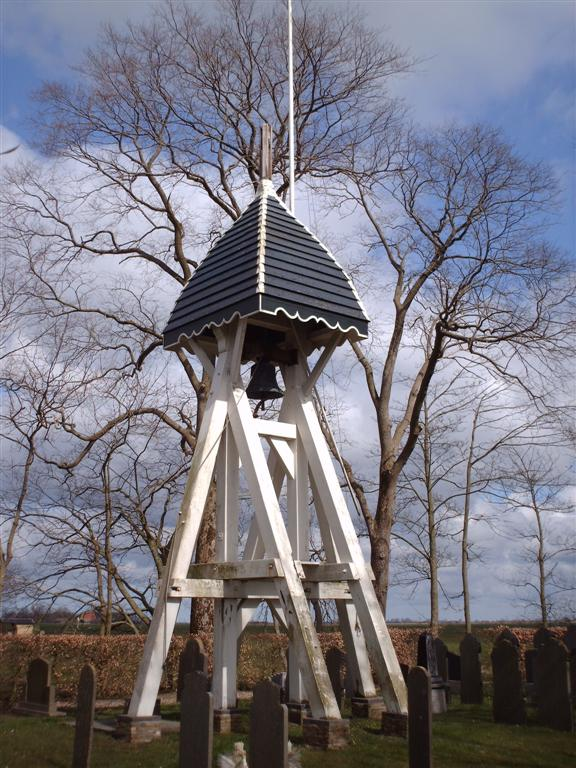
Snikzwaag
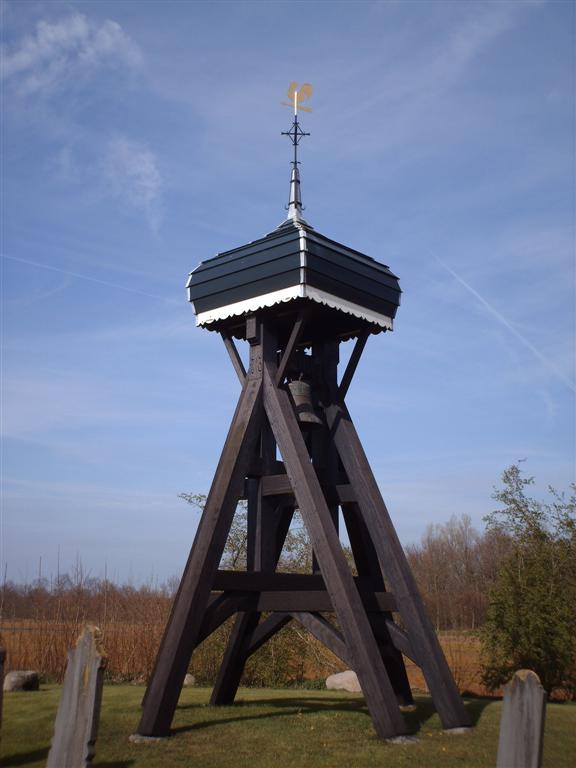
Sonnega
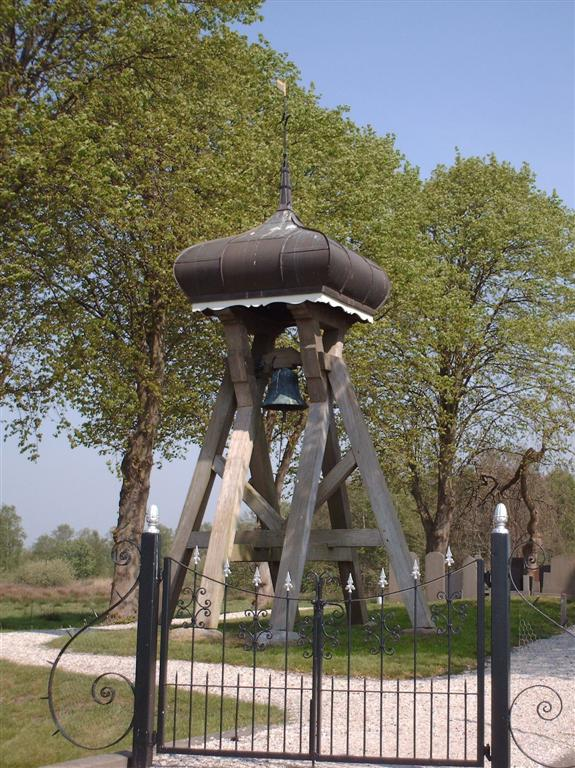
Spanga
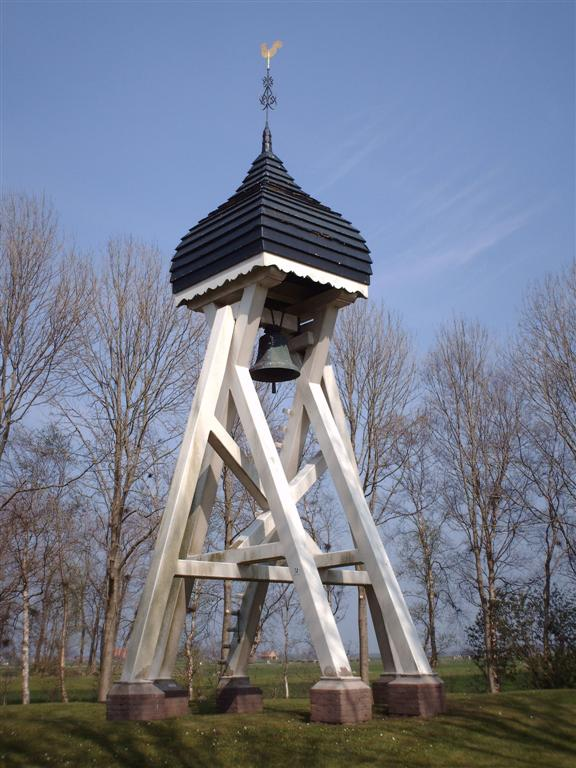
Teroele
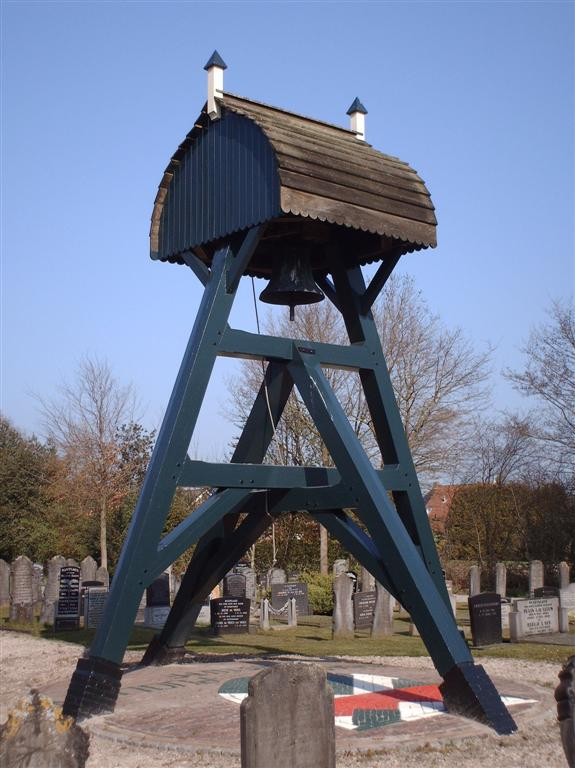
Tijnje
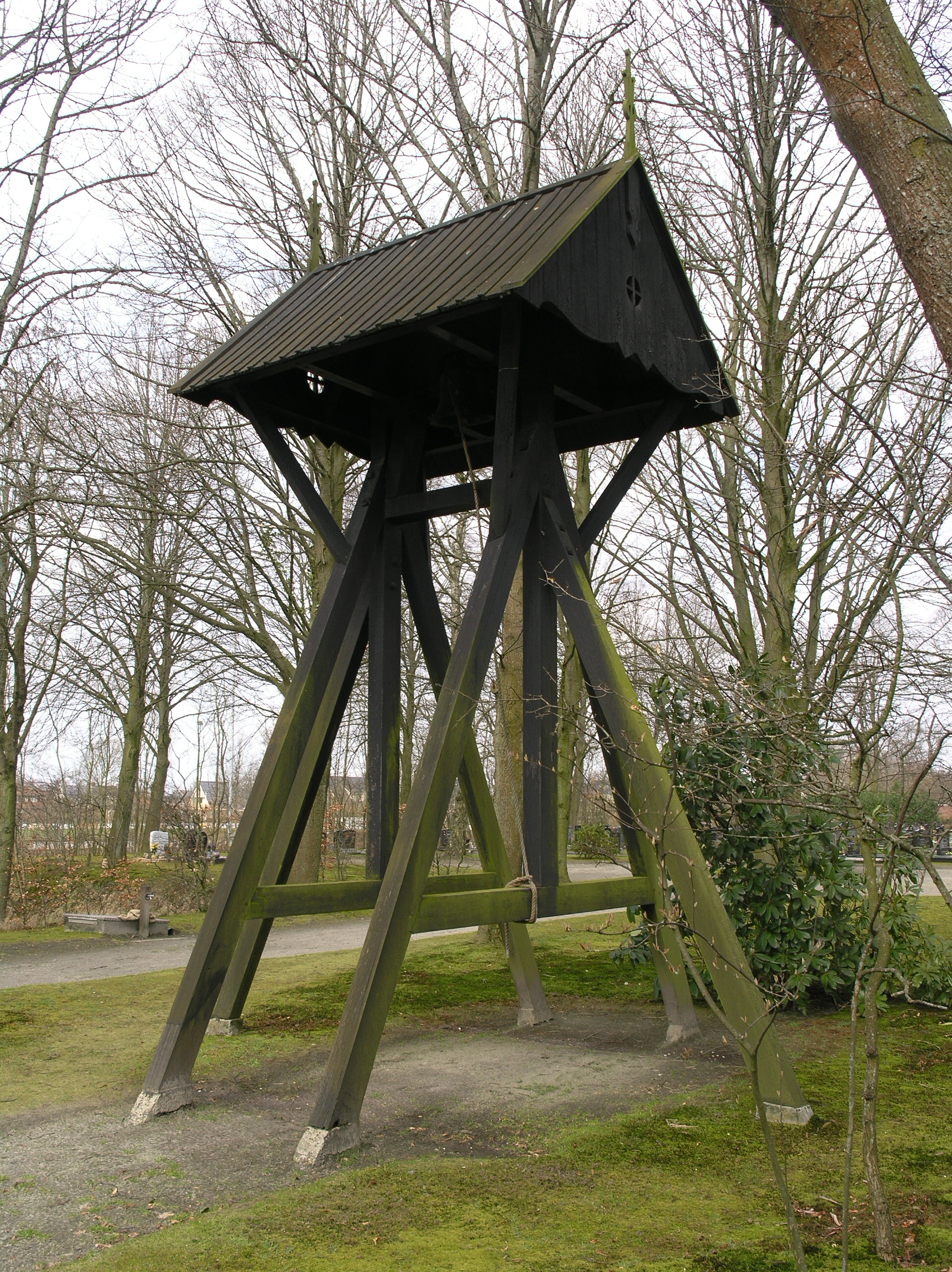
Twijzelerheide
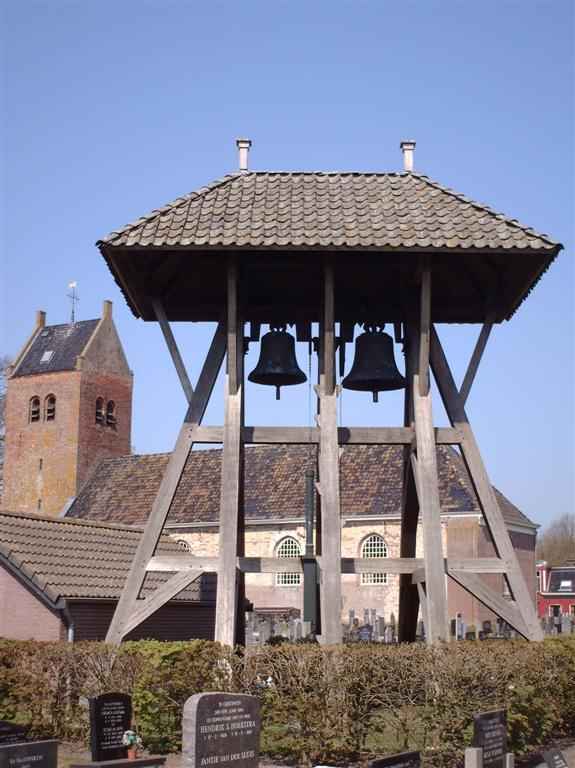
Ureterp
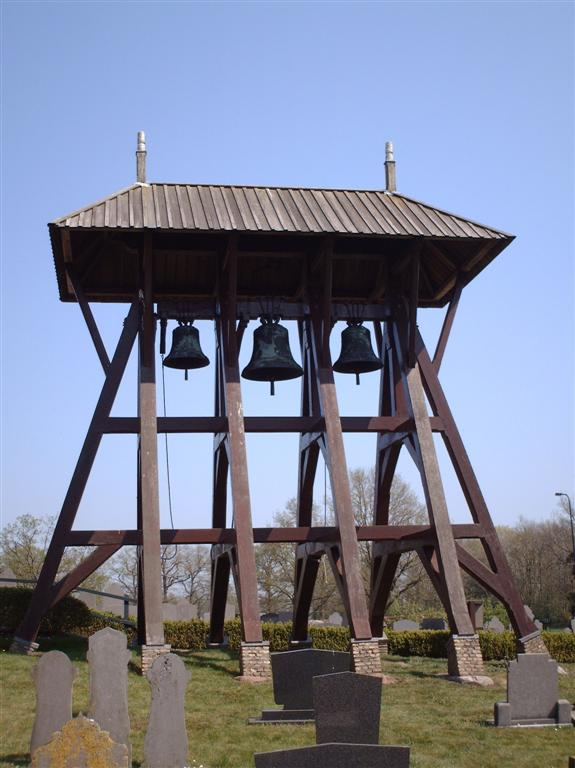
Wijnjewoude
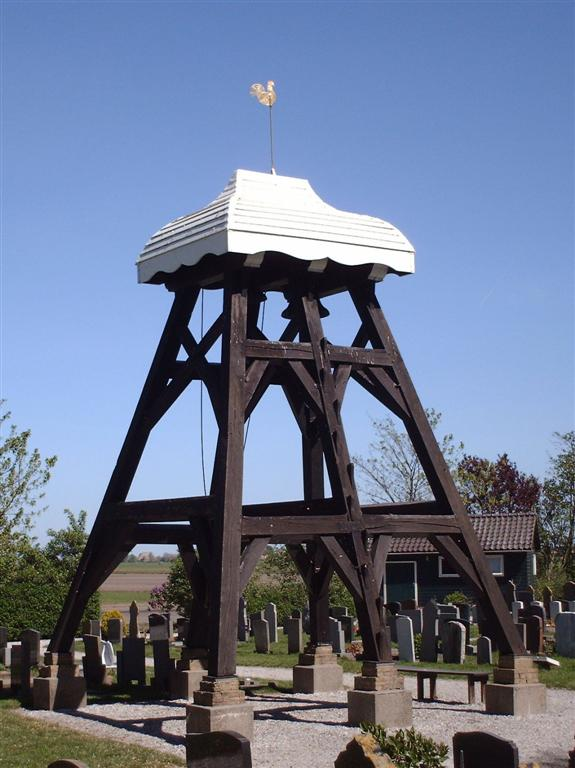
Ypecolsga

De klokkenstoelen van Appelscha, Broek, Boijl, Donkerbroek, Elsloo, Goingarijp, Hemrik, Katlijk, Mildam, Nieuweschoot, Oosterwolde, Ureterp en Wijnjewoude staan op een kerkhof. De resterende op een begraafplaats. Enkele daarvan hebben ook op een kerkhof gestaan, maar de kerk is in de loop der tijd gesloopt.
Er bevonden zich ook klokkenstoelen in de plaatsen: Drachten, Haule, Jubbega, Lippenhuizen, Noordwolde, Oldeholtwolde, Oosterzee, Oudeschoot, Sintjohannesga, Sint Nicolaasga, Steggerda, Ter Idzerd, Terkaple, Terwispel, Tietjerk en Tjerkwerd.

## Plaatsen met een klokhuis

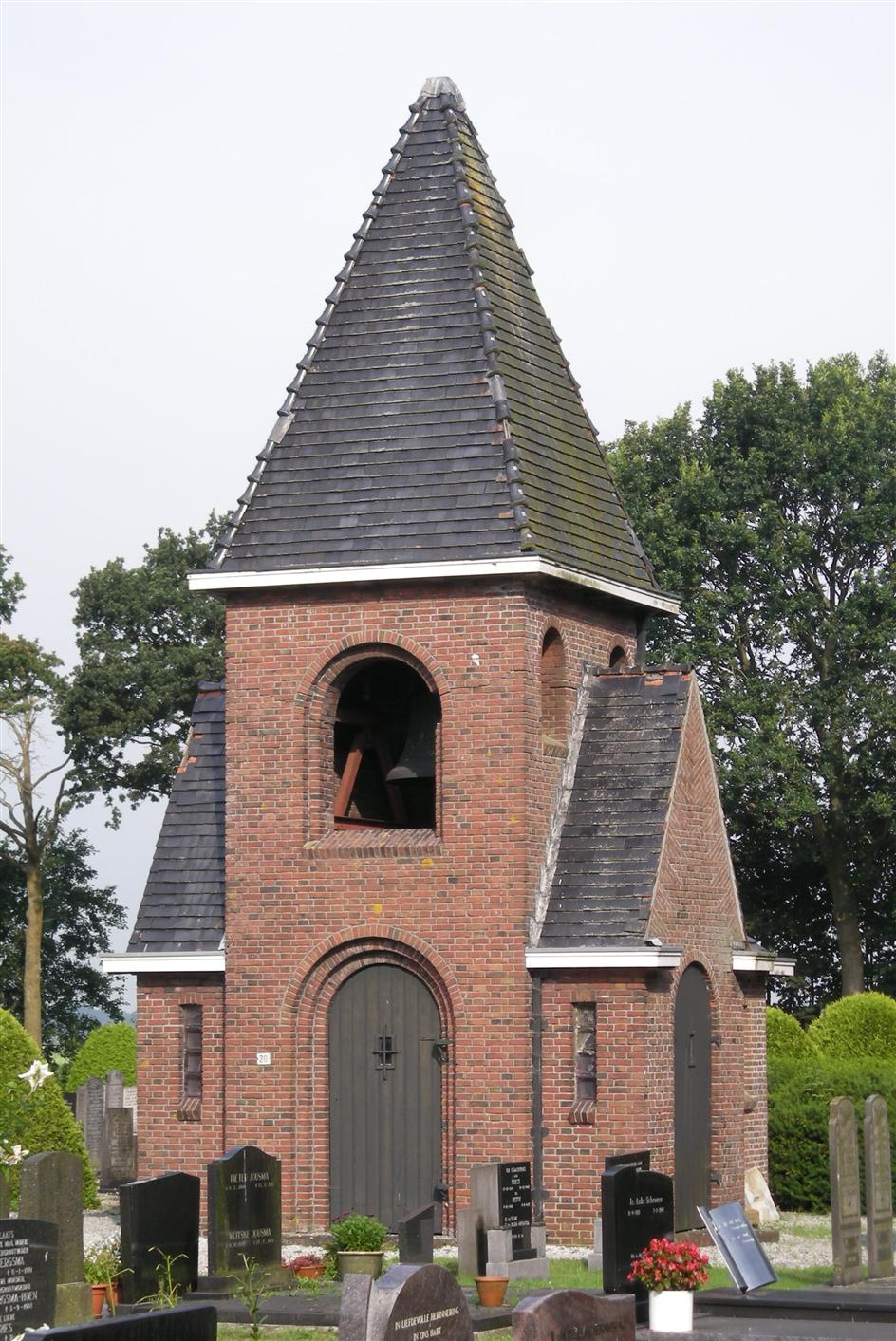
Gorredijk
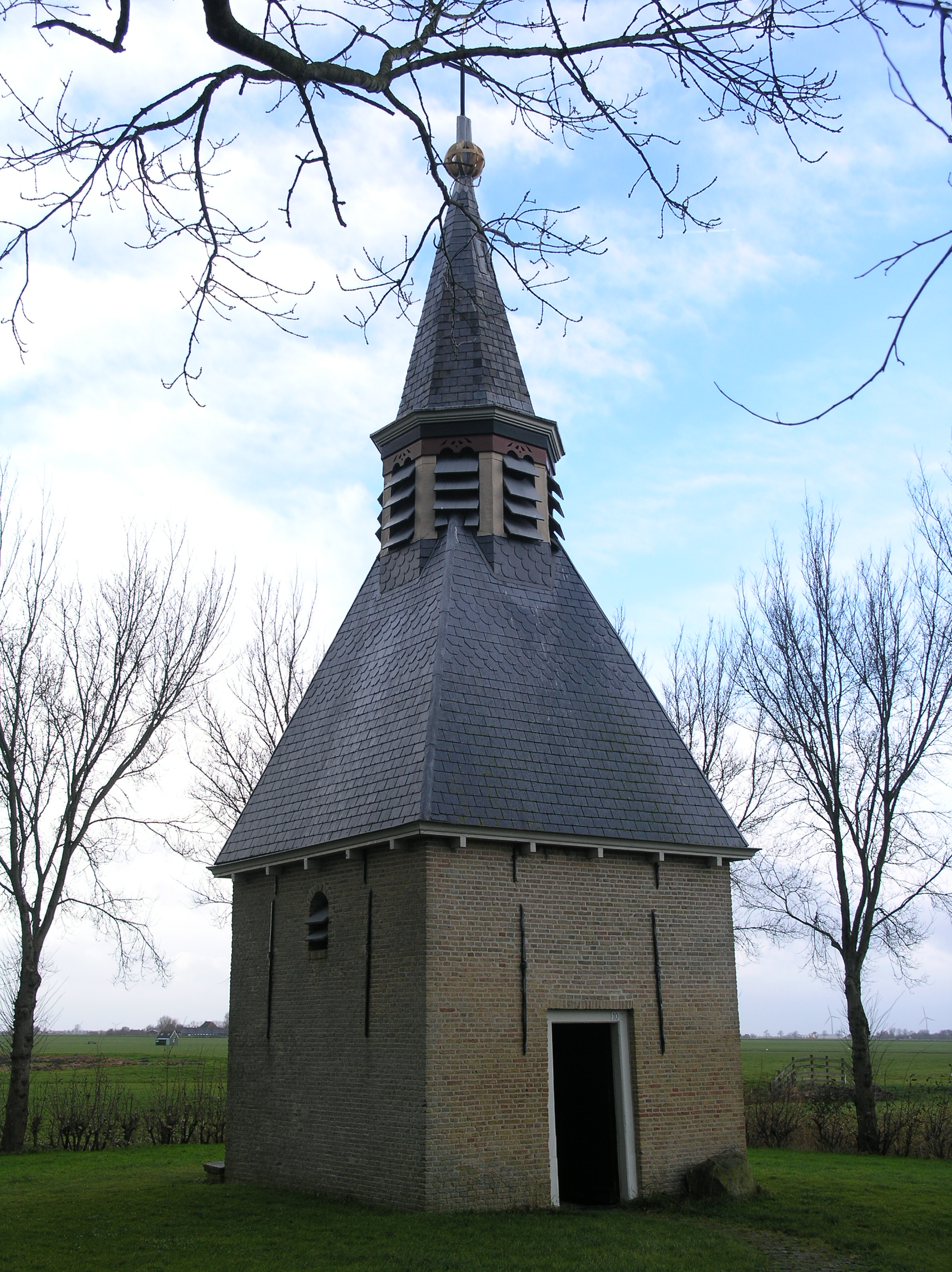
Greonterp
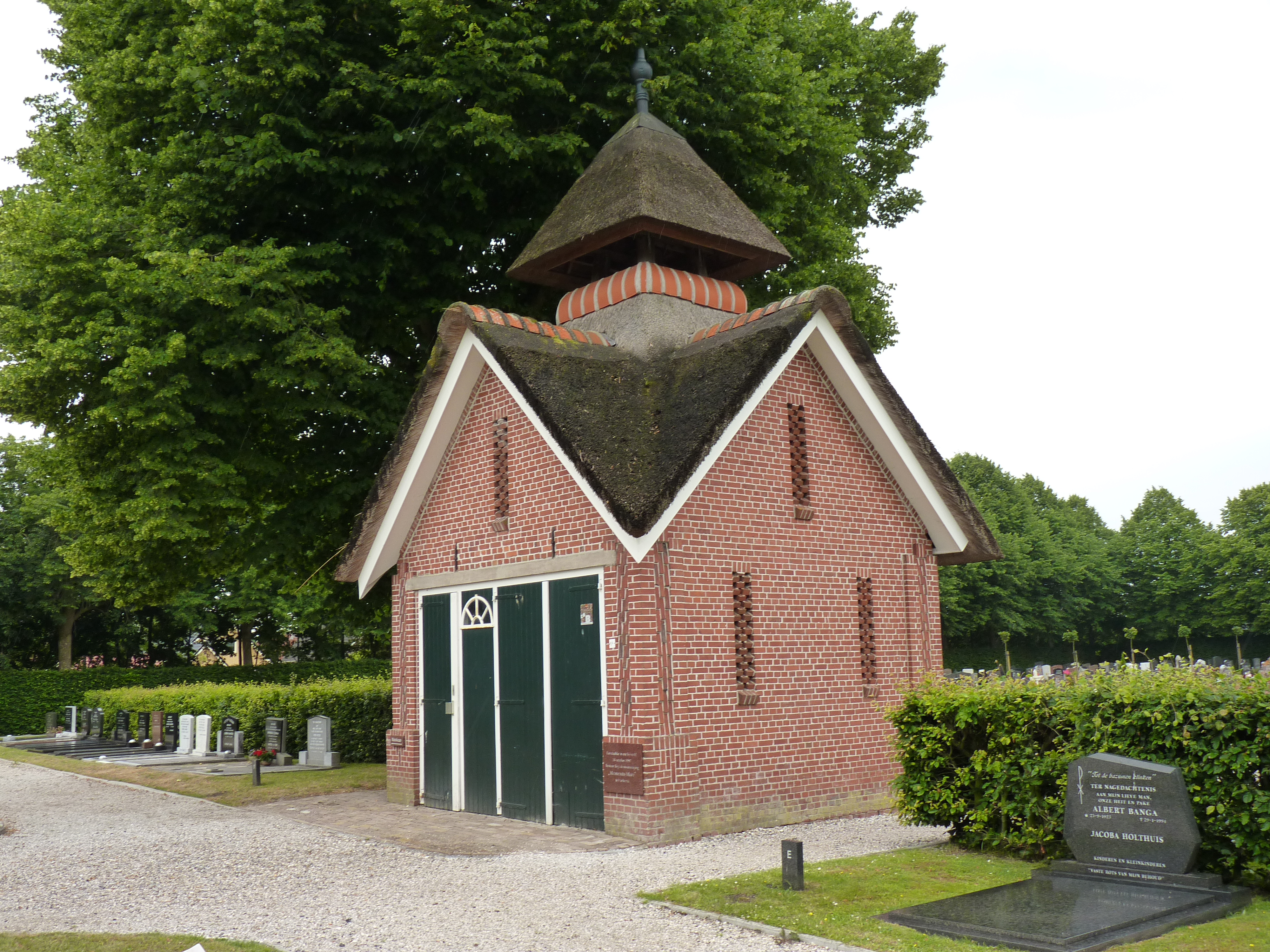
Harkema

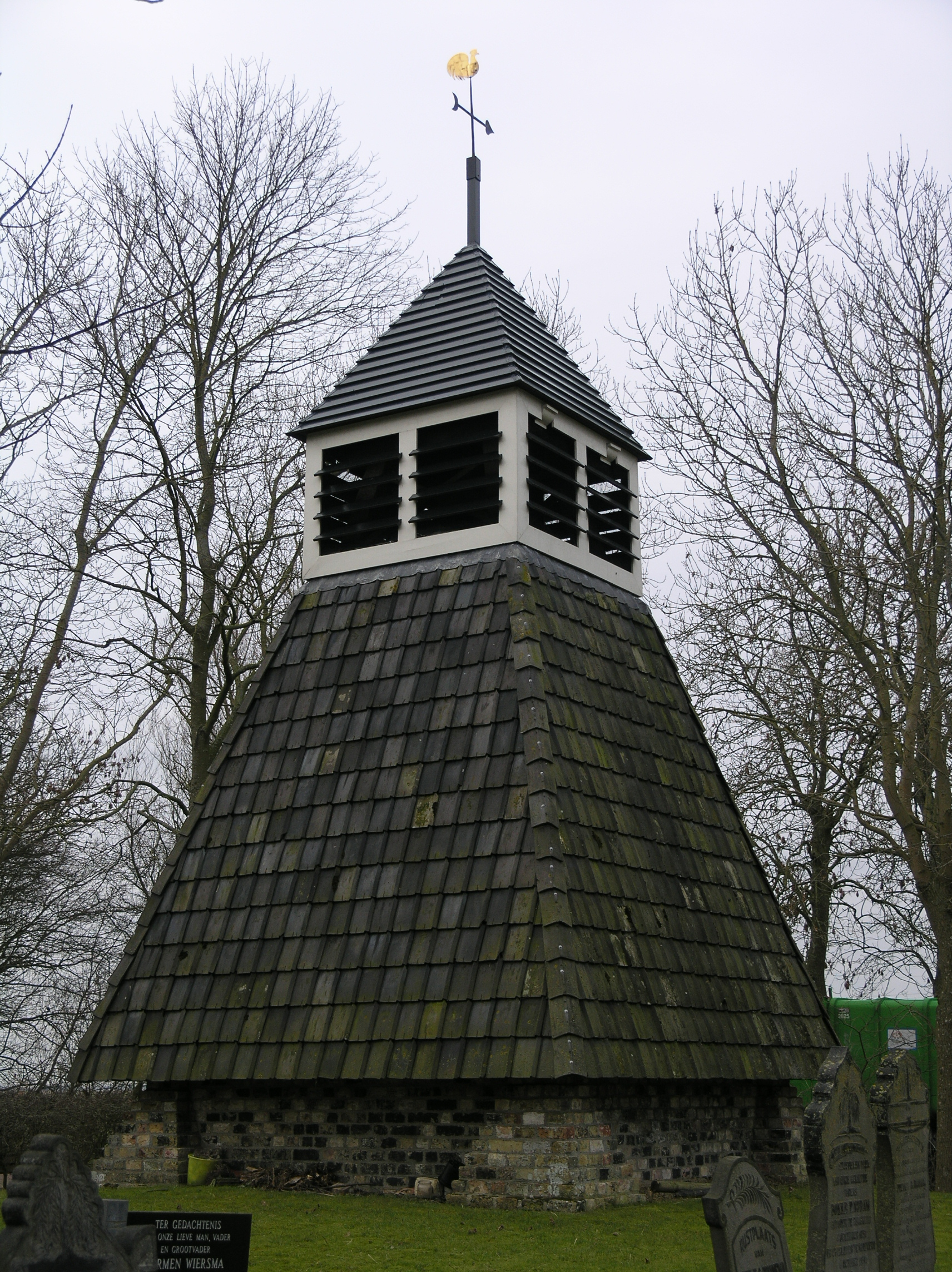
Hartwerd
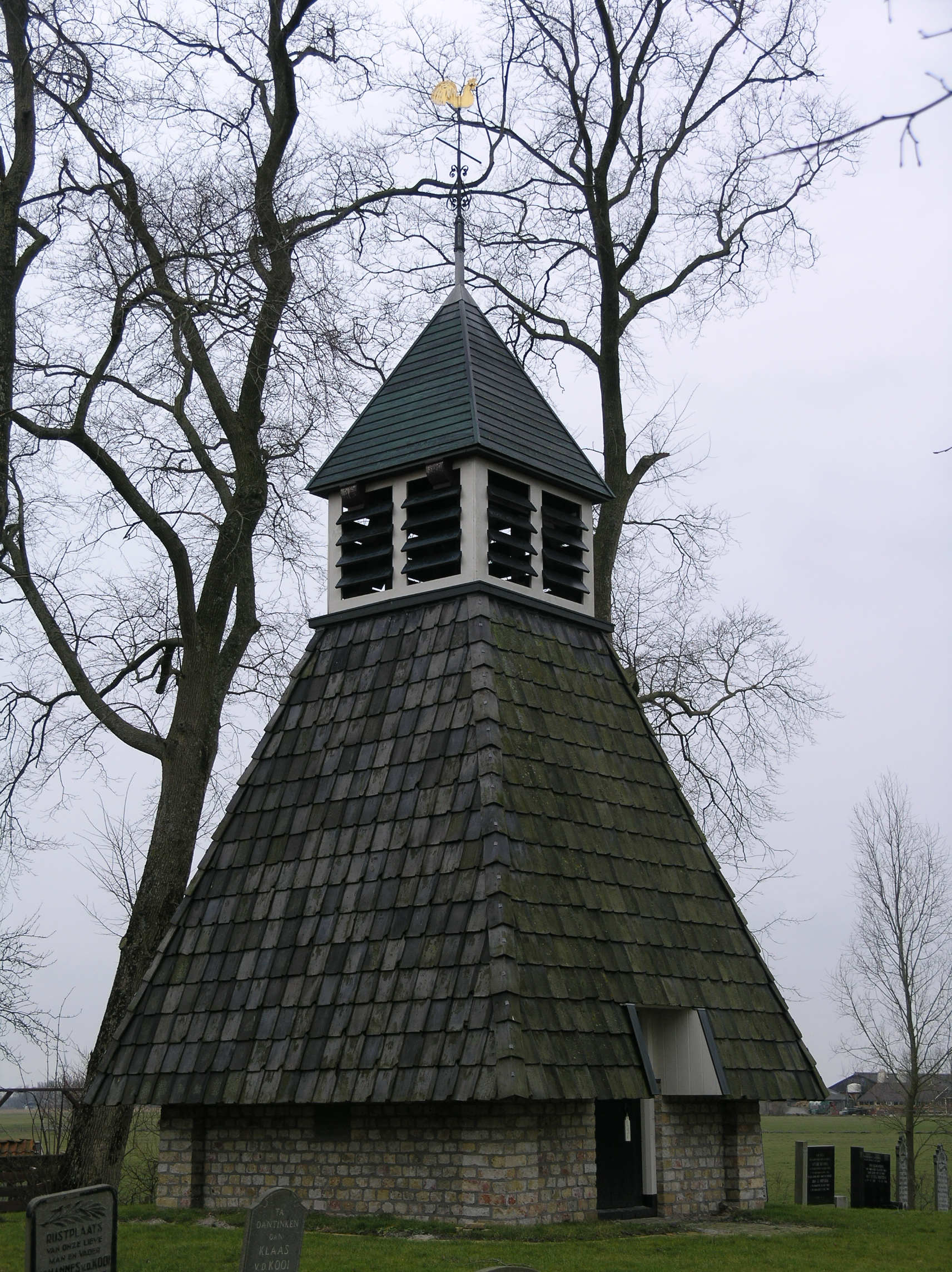
Hennaard
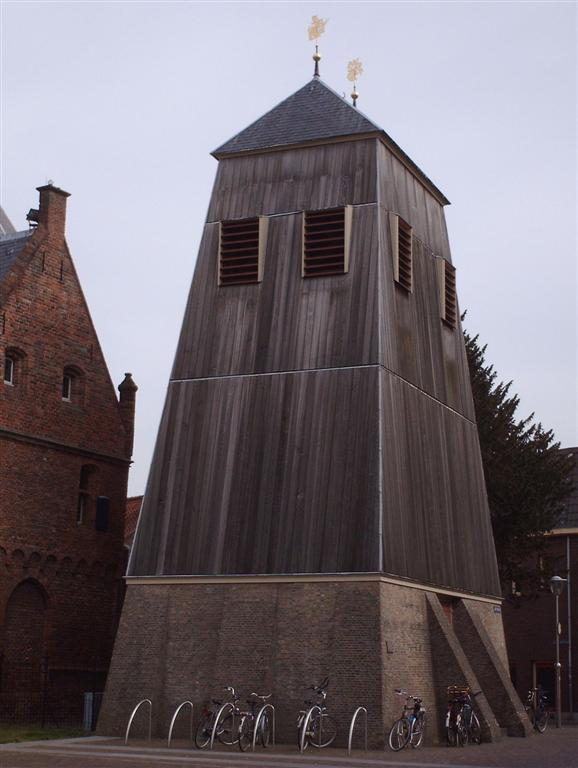
Sneek

## Plaatsen met een klokkenstoel aan de gevel van de kerk
Kerken die tot ruïne vervallen kunnen worden gerestaureerd of (gedeeltelijk) worden gesloopt. Het is mogelijk dat alleen de kerktoren overblijft, of dat alleen de kerktoren wordt gesloopt. Dit laatste is het geval bij twee kerken, waarbij de klok uit de toren niet komt te hangen in een losstaand bouwwerk, maar in een klokkenstoel aan de gevel van de kerk.

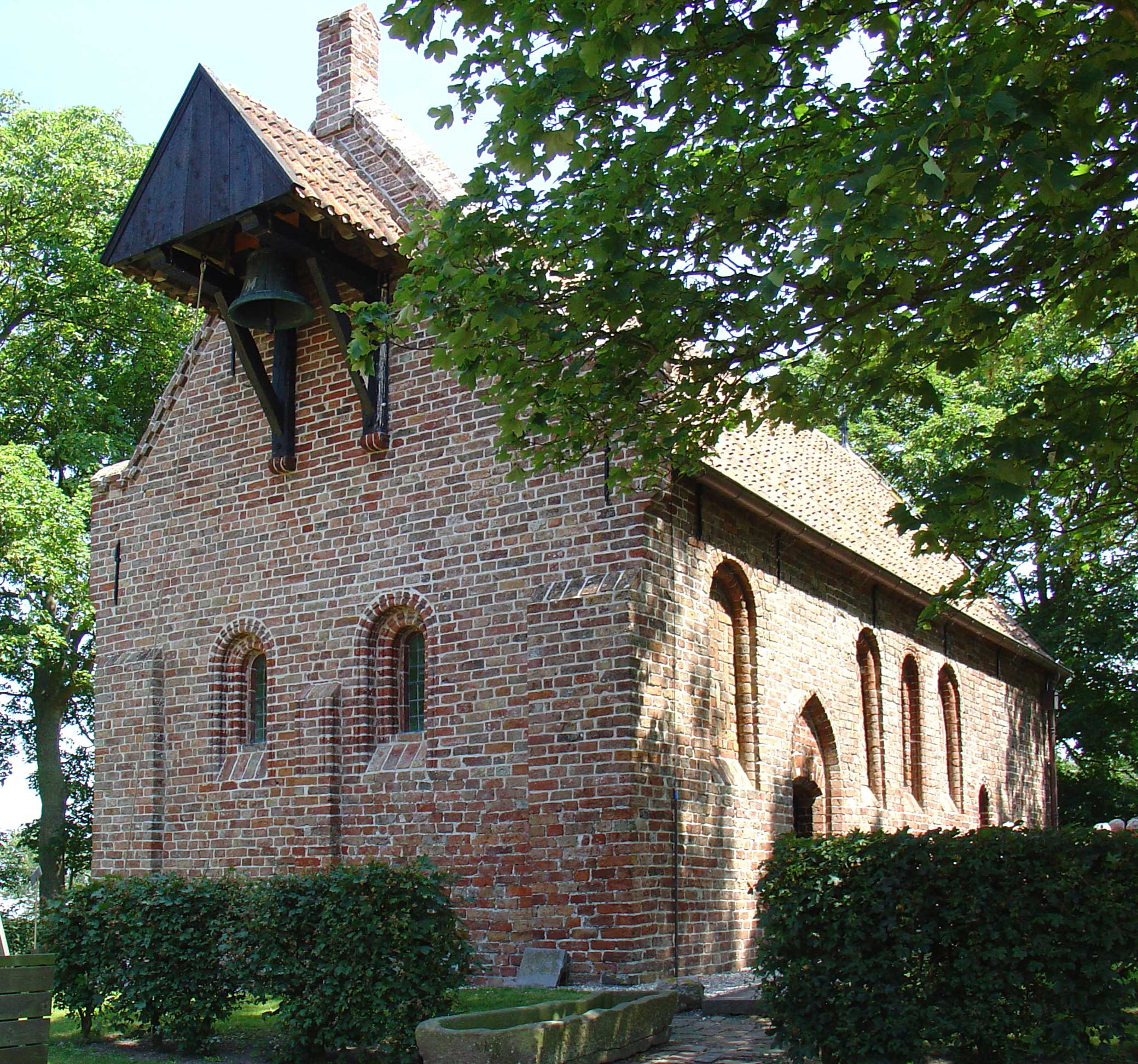
Janum
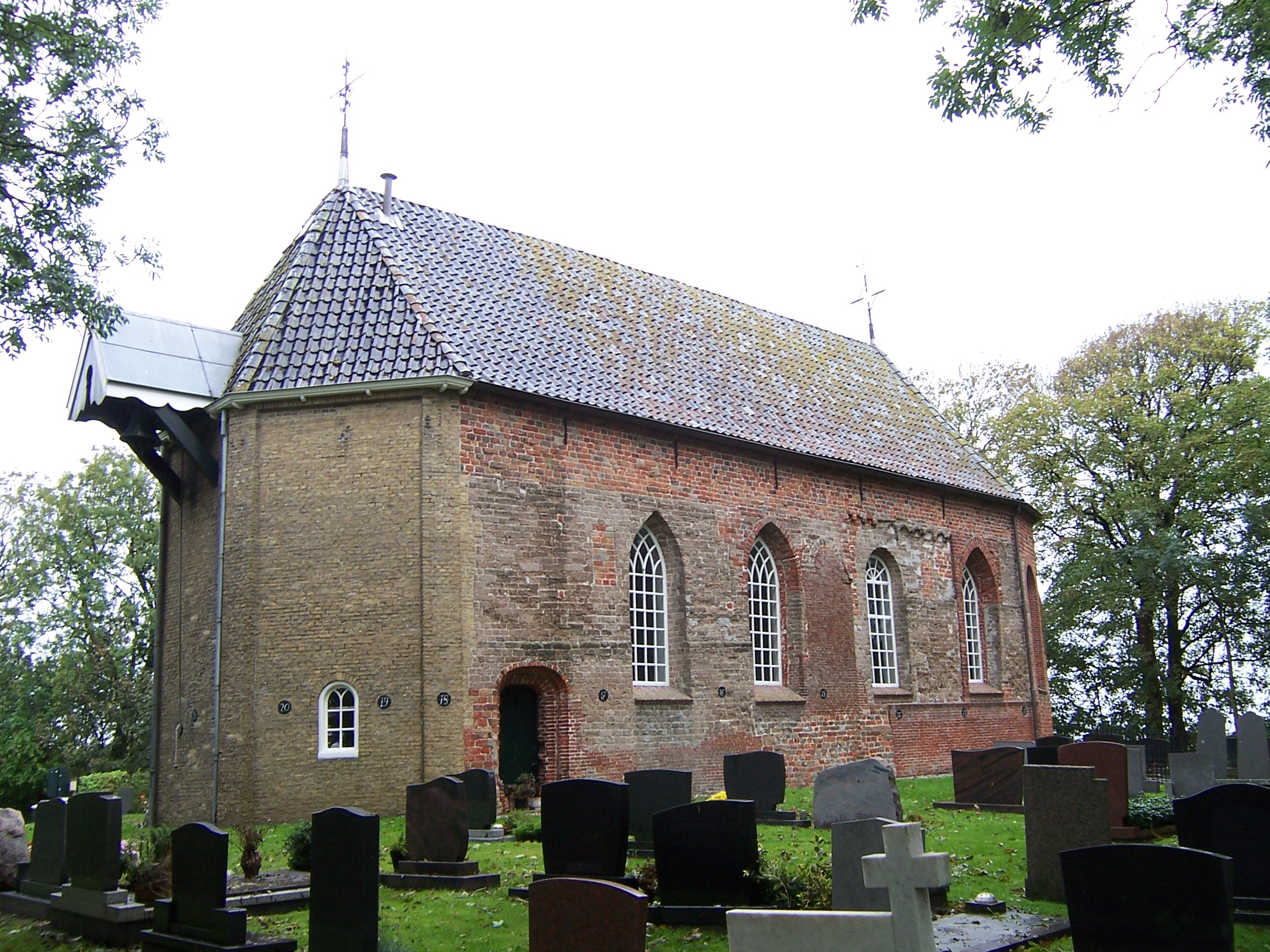
Wetsens